# Exposition universelle de 1893
L'Exposition universelle de 1893, officiellement World's Columbian Exposition ou Columbian World’s Fair, est une exposition internationale qui se tint du 1er mai 1893 au 30 octobre 1893 à Chicago, dans l'État de l'Illinois, aux États-Unis. Elle eut lieu cette année-là dans le cadre des célébrations du 400e anniversaire de l'arrivée de l'explorateur Christophe Colomb dans le Nouveau Monde. L'Exposition attira 27,3 millions de visiteurs.
Plusieurs grandes villes américaines furent candidates pour accueillir l'Exposition, mais Chicago battit sans mal ses trois principales rivales : New York, Washington et Saint-Louis (Missouri).
Le plan de l'Exposition universelle de Chicago fut conçu en grande partie par les architectes et paysagistes John Wellborn Root, Daniel Burnham (également directeur des travaux), Frederick Law Olmsted. et Charles B. Atwood. Il s'agit du prototype de ce que Burnham et ses collègues pensèrent qu'une ville devait être. Elle a été conçue selon les principes de conception des Beaux-Arts, à savoir les principes de l'architecture néo-classique européenne basés sur la symétrie, l'équilibre des formes et la splendeur. Elle introduisit une nouvelle dimension moderniste en valorisant l'innovation technique et industrielle.
La couleur blanche du matériau généralement utilisée pour recouvrir les façades des bâtiments a valu au parc des expositions son surnom de « ville blanche » (White City). De nombreux architectes de renom conçurent ses 14 « grands bâtiments ». Des artistes et des musiciens participèrent à l'événement et beaucoup réalisèrent également des représentations et des œuvres d'art inspirées par l'exposition. Cet événement eut un effet novateur sur l'architecture de Chicago, et d'une manière générale, sur les arts et l'industrie aux États-Unis.
L'exposition servit de cadre à plusieurs congrès internationaux parmi lesquels le congrès international d'historiens au cours duquel Frederick Jackson Turner présenta sa théorie de La Frontière, le congrès mondial des organisations représentatives des femmes, présidé par Bertha Honoré Palmer, qui représenta la voix de près de 500 femmes issues de 27 pays, le congrès international des mathématiciens, présidé par Felix Klein qui prononça un discours pour la future coopération internationale des mathématiciens, mais aussi le Parlement des religions qui eut pour objectif de nouer un dialogue global interconfessionnel.

## Historique

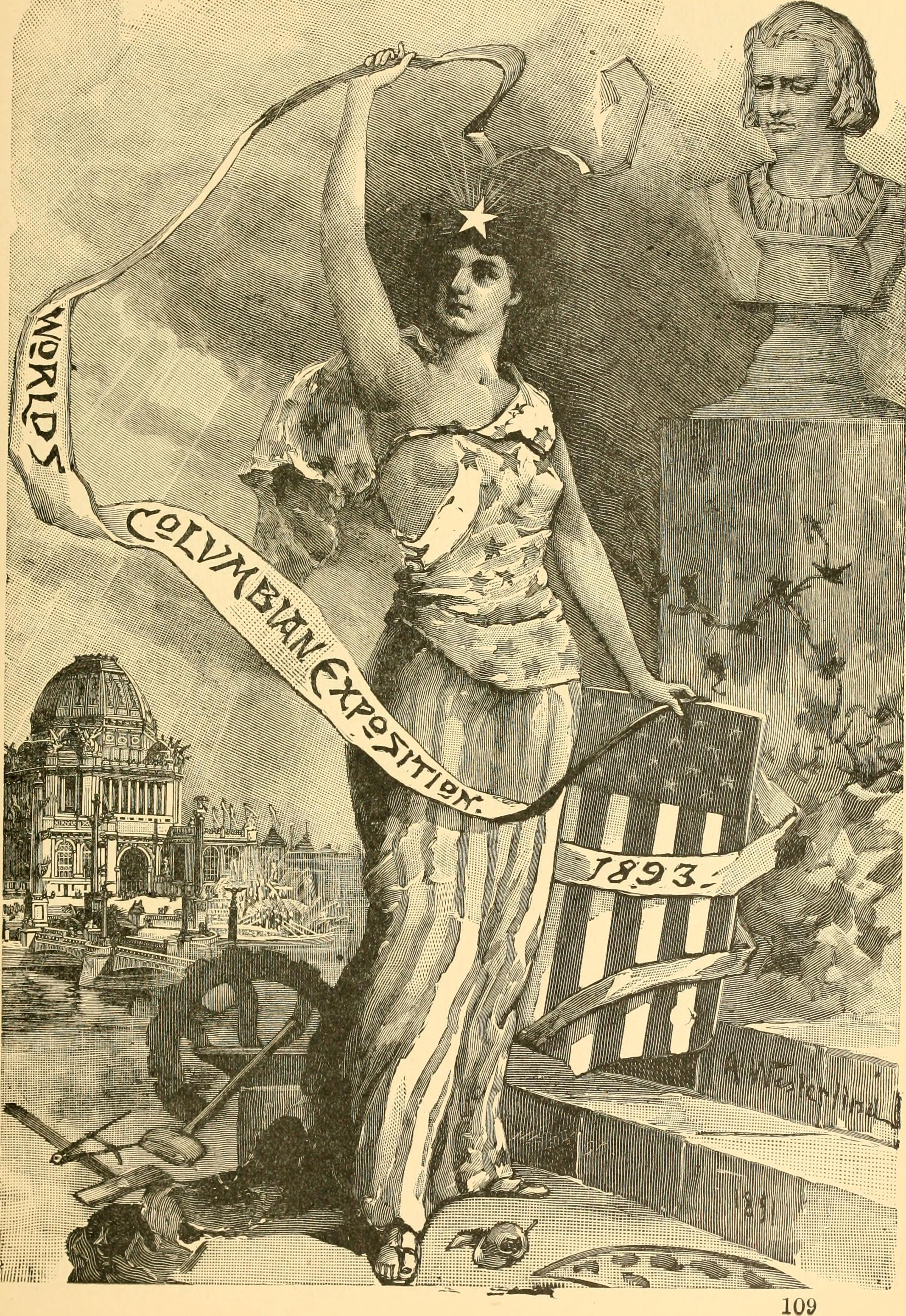
Poster de l'exposition par Axel Westerlind (1893).

De nombreuses personnalités civiques, professionnelles et commerciales des quatre coins des États-Unis participèrent au financement, à la coordination et à la gestion de la foire, dont l'homme d'affaires Charles H. Schwab, propriétaire d'une entreprise de chaussures à Chicago, John Whitfield Bunn, magnat des chemins de fer et de l'industrie manufacturière à Chicago, et Milo Barnum Richardson, magnat de la banque, de l'assurance et des produits sidérurgiques dans le Connecticut, pour n'en citer que quelques-uns,.
L'Exposition universelle de 1876, première exposition universelle américaine, se tint à Philadelphie et attira 9,9 millions de visiteurs. Malgré le succès de cette dernière, elle se solda par un échec financier. Néanmoins, l'idée de célébrer le 400e anniversaire du débarquement de Christophe Colomb germa à la fin des années 1880. Les villes de New York, Saint-Louis, Washington, D.C et Chicago manifestèrent leur intérêt pour l'organisation d'une foire afin de générer des bénéfices, d'augmenter la valeur des biens immobiliers et de promouvoir leur cité. Le Congrès décida de l'emplacement. Les financiers new-yorkais John Pierpont Morgan, Cornelius Vanderbilt et William Waldorf Astor, entre autres, promirent 15 millions de dollars pour financer la foire si le Congrès l'attribua à New York, tandis que les entrepreneurs Chicagoans Charles Yerkes, Marshall Field, Philip Armour, Paul Cornell, Gustavus Franklin Swift et Cyrus McCormick proposèrent de financer une foire à Chicago.

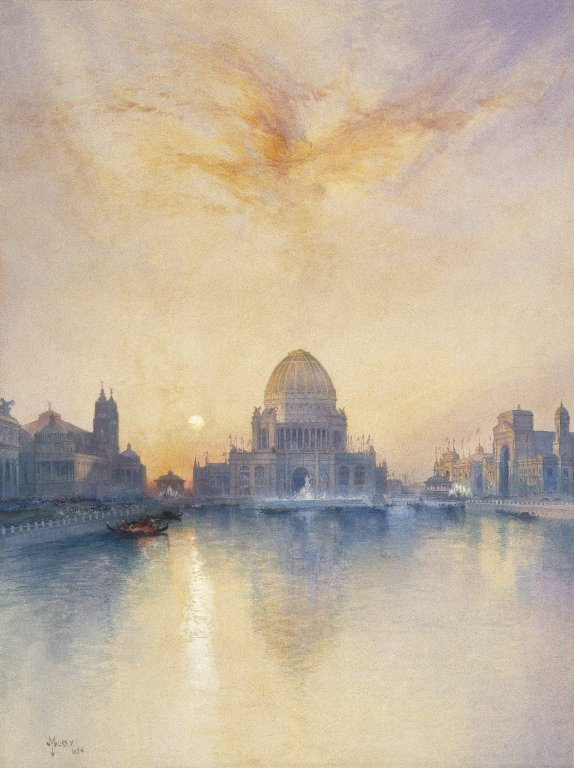
Œuvre de Thomas Moran réalisée à l'occasion de l'Exposition de 1893 ; elle représente la Cour d'honneur (musée d'art de Brooklyn).

Finalement, c'est le célèbre banquier de Chicago Lyman Gage qui finit par convaincre les membres du Congrès d'accepter la candidature de Chicago en levant plusieurs millions de dollars en un temps record. L'exposition fut planifiée au début des années 1890, à l'époque du Gilded Age (littéralement « période dorée » ou « âge doré »), marqué par une croissance industrielle rapide, l'immigration et les tensions entre les classes sociales.
Les expositions universelles telles que l'Exposition universelle de 1851 à Londres (Great Exhibition of the Works of Industry of all Nations), connurent un grand succès en Europe en tant que moyen de rassembler des sociétés fragmentées par des clivages de classe comme en témoigna le massacre de Haymarket Square (Haymarket Square riot), survenu à Chicago le 4 mai 1886, qui furent des manifestations qui se soldèrent par de violentes émeutes et par le jet d'une bombe artisanale qui causa la mort de 12 personnes (8 policiers et 4 manifestants). Ce fut le point culminant de la lutte pour la journée de huit heures aux États-Unis.

### Choix du site
L'emplacement de la foire fut décidé à l'issue de plusieurs tours de scrutin par la Chambre des représentants des États-Unis. Le premier tour de scrutin montra que Chicago avait une large avance sur New York, Saint-Louis et Washington, D.C, mais qu'elle n'eut pas la majorité. Chicago franchit le seuil de la majorité de 154 voix au huitième tour de scrutin, obtenant 157 voix contre 107 pour New York. Les défenseurs de Chicago ne se battirent pas seulement pour des raisons financières, mais aussi pour des raisons pratiques. En janvier 1890, lors d'une audition devant les membres du Sénat, le représentant Thomas Barbour Bryan, fervent défenseur de la candidature de Chicago, fit valoir les qualités de la ville.

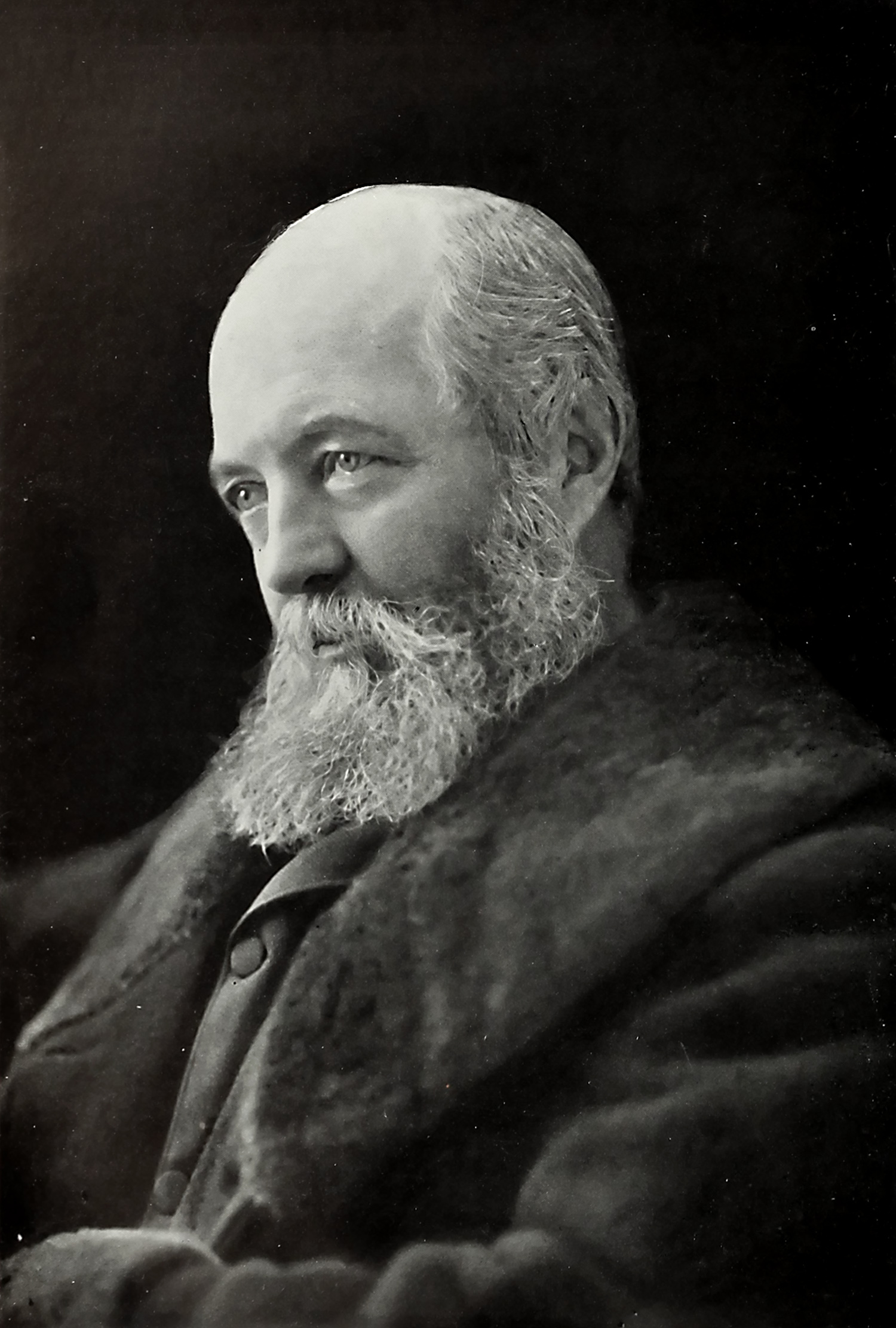
Frederick Law Olmsted (en 1893), l'architecte paysagiste chargé de la planification et de l'aménagement de Jackson Park et du site de l'exposition.

Le planificateur en chef fut l'architecte de Chicago Daniel Burnham, Charles B. Atwood fut le concepteur en chef et Frederick Law Olmsted fut chargé de l'aménagement paysager. Les plans de Burnham pour le site englobèrent les conceptions d'architectes formés à l'École supérieure des Beaux-Arts de Paris, qui associaient l'équilibre et l'harmonie des styles néo-classique et baroque à l'esthétique des bâtiments et du paysage urbain de Chicago. Les aménagements de l'exposition, qui comprirent des lagunes et de grandes étendues vertes, furent conçus par Olmsted. Ce dernier fut rendu célèbre pour avoir, avec l'architecte britannique Calvert Vaux, dessiné les plans et aménagé Central Park en 1857.
L'architecte paysagiste Frederick Law Olmsted n'accepta pas immédiatement la proposition de l'industriel James Ellsworth de participer à la préparation de l'exposition, principalement en raison de sa charge de travail sur d'autres projets. Cependant, au cours de l'été 1890, il se rendit à Chicago à l'invitation du comité chargé de sélectionner un site adéquat.
Selon Olmsted, en raison de la topographie plate et de l'absence de points de vue lumineux, le seul point fort de la ville était le lac Michigan, sur les rives duquel il avait un jour envisagé, avec Calvert Vaux, d'aménager Jackson Park. La zone où devait être aménagée l'aire de loisirs était constituée d'un terrain vague côtier avec des dunes de sable et des plaines marécageuses. Malgré l'aspect inesthétique du site et son éloignement du centre-ville, l'architecte réussit à convaincre les organisateurs de choisir cet emplacement. Olmsted y vit du potentiel. La commission fut confrontée à la tâche difficile de construire en deux ans un complexe d'exposition sur un site vide, à une échelle qui n'a rien à envier à l'exposition de Paris de 1889.

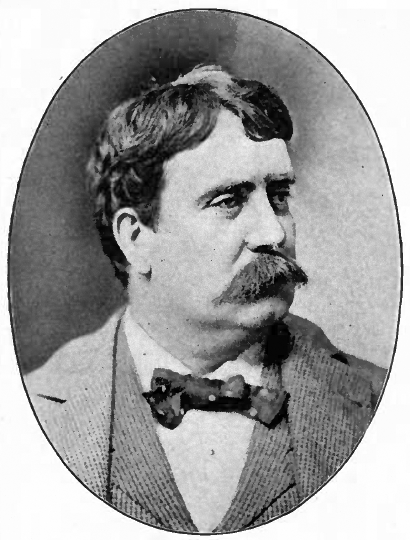
Daniel Burnham, directeur des travaux de l'exposition et concepteur de la « White City ».

Les architectes urbanistes Daniel Burnham et John Wellborn Root acceptèrent de prendre la responsabilité dans la supervision, la conception et la construction de l'exposition. Pour garantir la réussite du projet, Burnham déménagea sa résidence personnelle dans un quartier général en bois, appelé « la bicoque », sur le site de la foire naissante, afin de pouvoir mieux superviser le projet. La construction de la foire dut faire face à d'énormes obstacles financiers et logistiques. Le contrôle de la conception et de la construction de la foire fit l'objet d'un litige entre différentes entités, notamment la Commission nationale, dirigée par George R. Davis, qui occupa le poste de directeur général de la foire. Elle fut également dirigée par l'Exposition Company, composée des principaux financiers de la ville comme Lyman Gage, et par Burnham en tant que directeur des travaux. Considéré comme le premier exemple de planification urbaine de grande ampleur dans le pays, le site de l'exposition présenta de grands boulevards, des grands bâtiments classiques et des jardins luxuriants.
Pour Burnham, l'architecture et la sculpture serait à la foire de Chicago ce que l'ingénierie fut à l'exposition de Paris. Souvent appelée la « ville blanche » (« White City »), dont Burnham fut le concepteur, elle popularisa l'architecture néo-classique dans un style Beaux-Arts à la fois monumental et rationnel. Les bâtiments de la foire présentèrent d'impressionnantes façades classiques avec une hauteur de corniche uniforme de 18,25 mètres. Les bâtiments, illuminés à l'électricité la nuit, suscitèrent temporairement un regain d'intérêt pour l'architecture classique. En raison de la popularité de la foire, les architectes américains furent inondés de demandes de clients souhaitant incorporer des éléments similaires dans leurs projets. La réputation de Burnham fut considérablement renforcée par le succès et la beauté de la foire.
L'Exposition s'étendit sur un territoire de 2,4 km2, comprenant près de 200 nouveaux bâtiments de style classique, ainsi que des parcs, des canaux et des lagunes. Plus de 27 millions de personnes (l'équivalent d'environ la moitié de la population américaine à l'époque) visitèrent l'Exposition au cours des six mois d'ouverture. Plus de 150 000 personnes visitèrent le site quotidiennement. Son ampleur et sa grandeur dépassèrent de loin les autres foires mondiales, et l'exposition devint un symbole de l'émergence de l'exceptionnalisme américain, de la même manière que l'Exposition universelle de 1851 devint un symbole de l'époque victorienne au Royaume-Uni.

### Déroulement

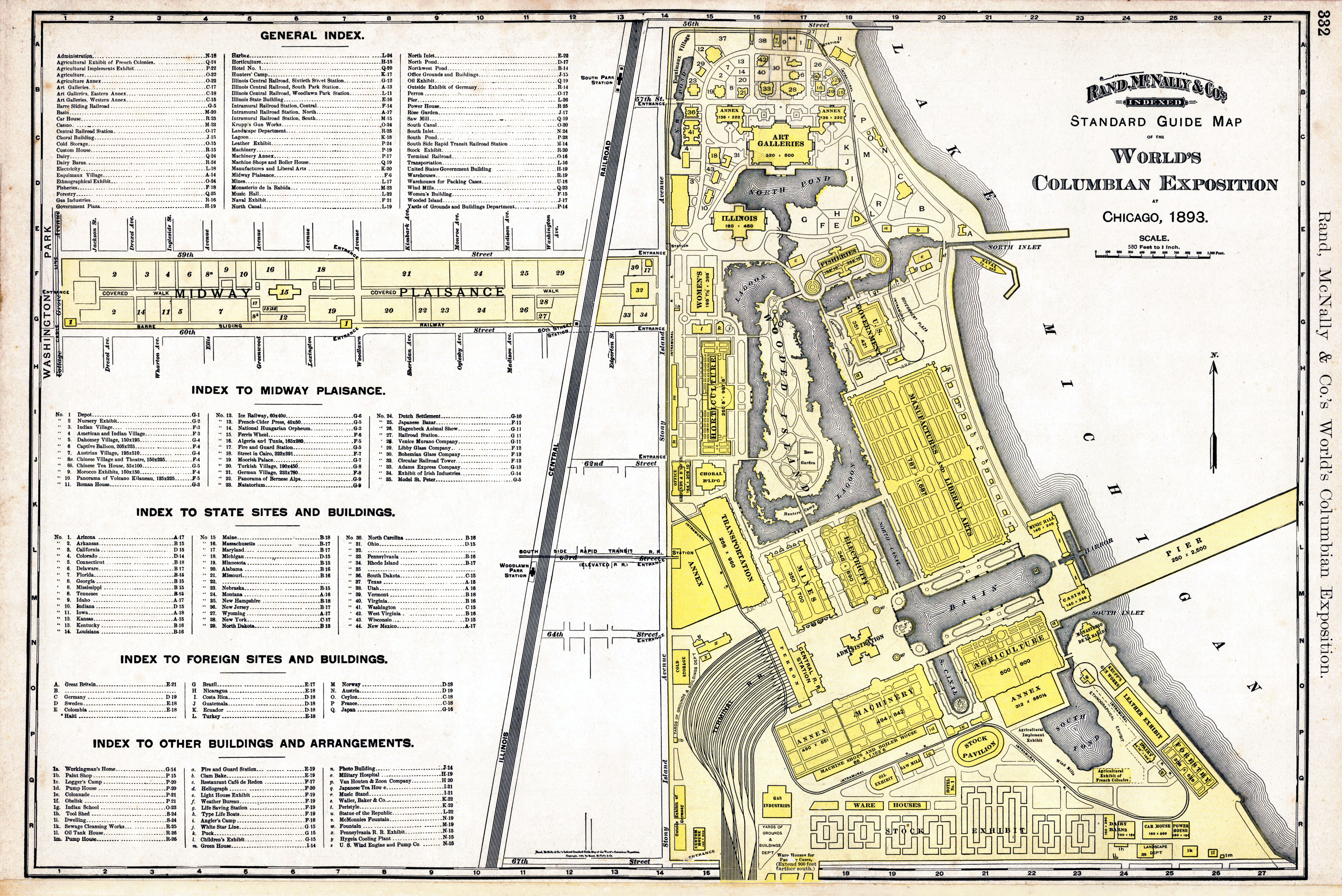
Plan de l'exposition.

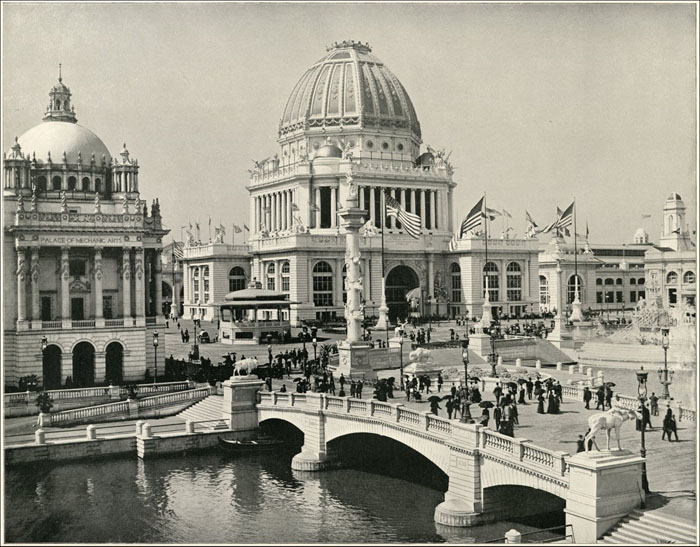
L'Administration Building conçu par l'architecte Richard Morris Hunt.

Les cérémonies d'inauguration de la foire eurent lieu le 21 octobre 1892, mais la fête foraine ouvrit au public qu'à partir du 1er mai 1893. La foire dura jusqu'au 30 octobre 1893. En plus de la célébration du 400e anniversaire de la découverte et exploration de l'Amérique, la foire servit à montrer au monde que Chicago ressuscita de ses cendres à la suite du Grand incendie de Chicago, qui détruisit 10 km2, soit la quasi-totalité de la ville en 1871. Une fête de clôture en plein air attirant près de 716 881 personnes eut lieu le 9 octobre 1893, jour désigné comme la « Journée de Chicago ».
L'Exposition ouvrit ses portes en mai jusqu'au 30 octobre 1893. Quarante-six nations participèrent à l'exposition (c'est la première exposition universelle à avoir des pavillons nationaux) et construisirent des expositions et des pavillons. Ces dernières nommèrent des représentants nationaux, comme Haïti, qui sélectionna Frederick Douglass pour être son délégué. L'Exposition attira environ 27,3 millions de visiteurs (l'Exposition universelle de 1889 à Paris attira 28,1 millions de visiteurs).
Elle laissa un souvenir novateur qui inspira la « Emerald City » de Lyman Frank Baum et les parcs thématiques de Walt Disney. Elias Disney, le père de Walt, contribua à la construction de plusieurs bâtiments de la foire. À l'époque, la famille Disney vécut sur Tripp Avenue à Chicago, des revenus générés par l'entreprise de bâtiment d'Elias qui exerça principalement le métier de charpentier depuis qu'il travailla et rencontra des personnes influentes sur les chantiers de l'Exposition,.

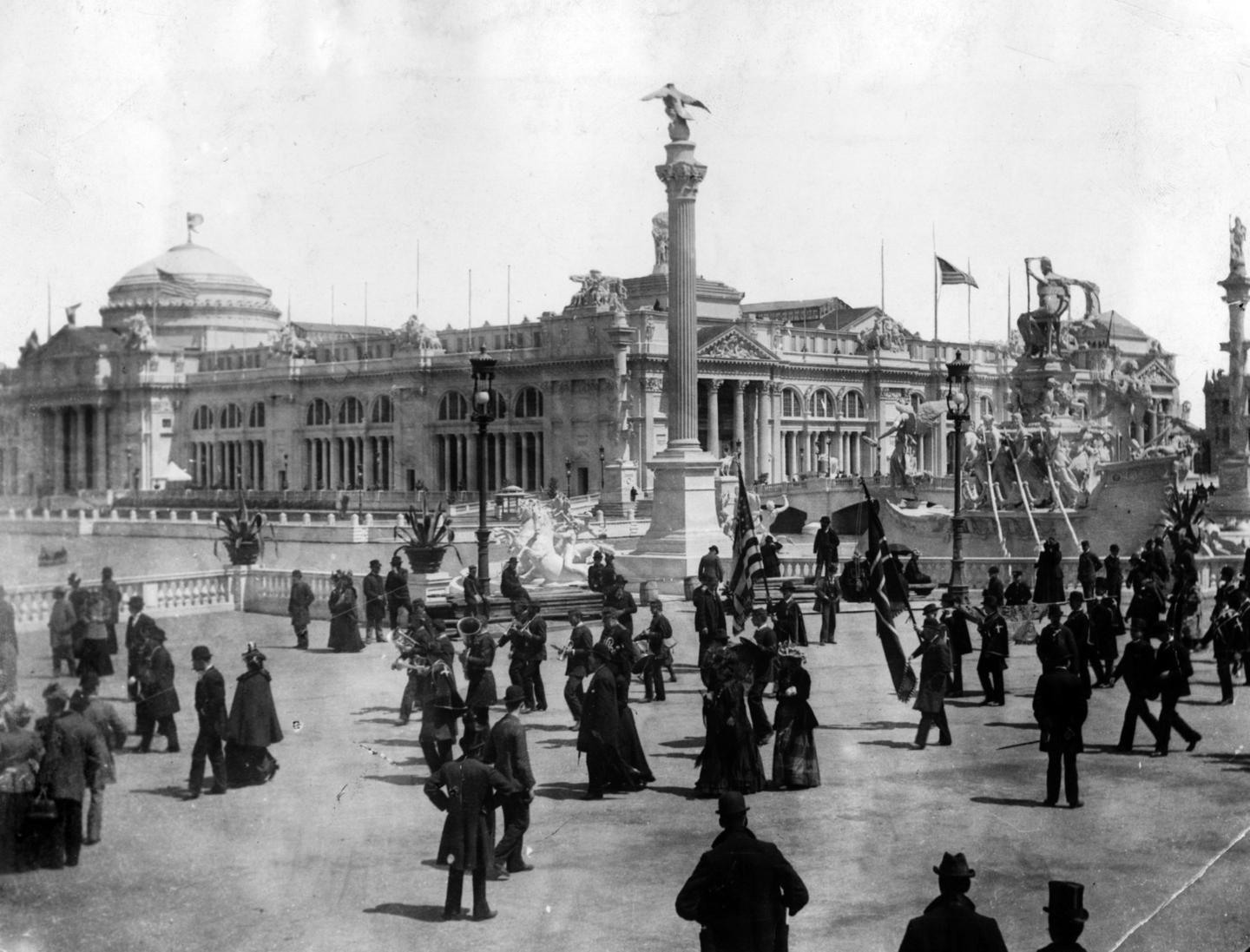
Visiteurs de l'exposition avec l'Agricultural Building en arrière plan.

L'Exposition se déroula à Jackson Park et sur Midway Plaisance entre les quartiers de South Shore, Hyde Park et Woodlawn. Charles H. Wacker fut le directeur de la Foire. Architecte local renommé, Henry Ives Cobb conçut plusieurs bâtiments pour l'Exposition. Le directeur de l'American Academy in Rome, Francis Davis Millet, réalisa de grandes fresques murales sur certains des bâtiments. À l'origine, l'exposition devait être fermée le dimanche, mais le Chicago Woman's Club (en) demanda à ce qu'elle reste ouverte au public. Le club estima que si l'exposition restait fermée le dimanche, les personnes qui ne pouvaient pas s'absenter pendant la semaine de travail ne pourraient pas la voir.
Francis Davis Millet, le directeur de l'American Academy in Rome (« Académie américaine de Rome ») nommé à cette position par l'architecte Daniel Burnham, dirigea les décorations et les peintures murales. En effet, l'Exposition fut un lieu privilégié pour les arts et l'architecture de la « Renaissance américaine », et elle présenta le foisonnement des styles architecturaux néo-classique et Beaux-Arts alors en plein essor.
Cette Exposition permit à l'hindouisme et au bouddhisme d'être montrés et expliqués au peuple américain. Ce fut une des premières occasions de faire connaitre les religions d'Asie au grand public. Par ailleurs, Pelagia Mendoza, première sculptrice philippine, devint le premier artiste plastique de son pays à acquérir une renommée internationale en étant récompensée lors de cette exposition pour son buste de Christophe Colomb.
L'exposition présenta un « Pavillon de la Femme » (officiellement Woman's Building), géré par un comité entièrement féminin, tous ses éléments architecturaux et décoratifs (sculptures, tableaux, etc.) devant être par ailleurs réalisés par des femmes. Par exemple, la peintre Mary Cassatt réalisa une fresque pour le hall d'honneur du pavillon intitulée La Femme moderne. Un congrès mondial des femmes, présidé par Bertha Palmer, se tint pendant l'exposition.

## La «White City»

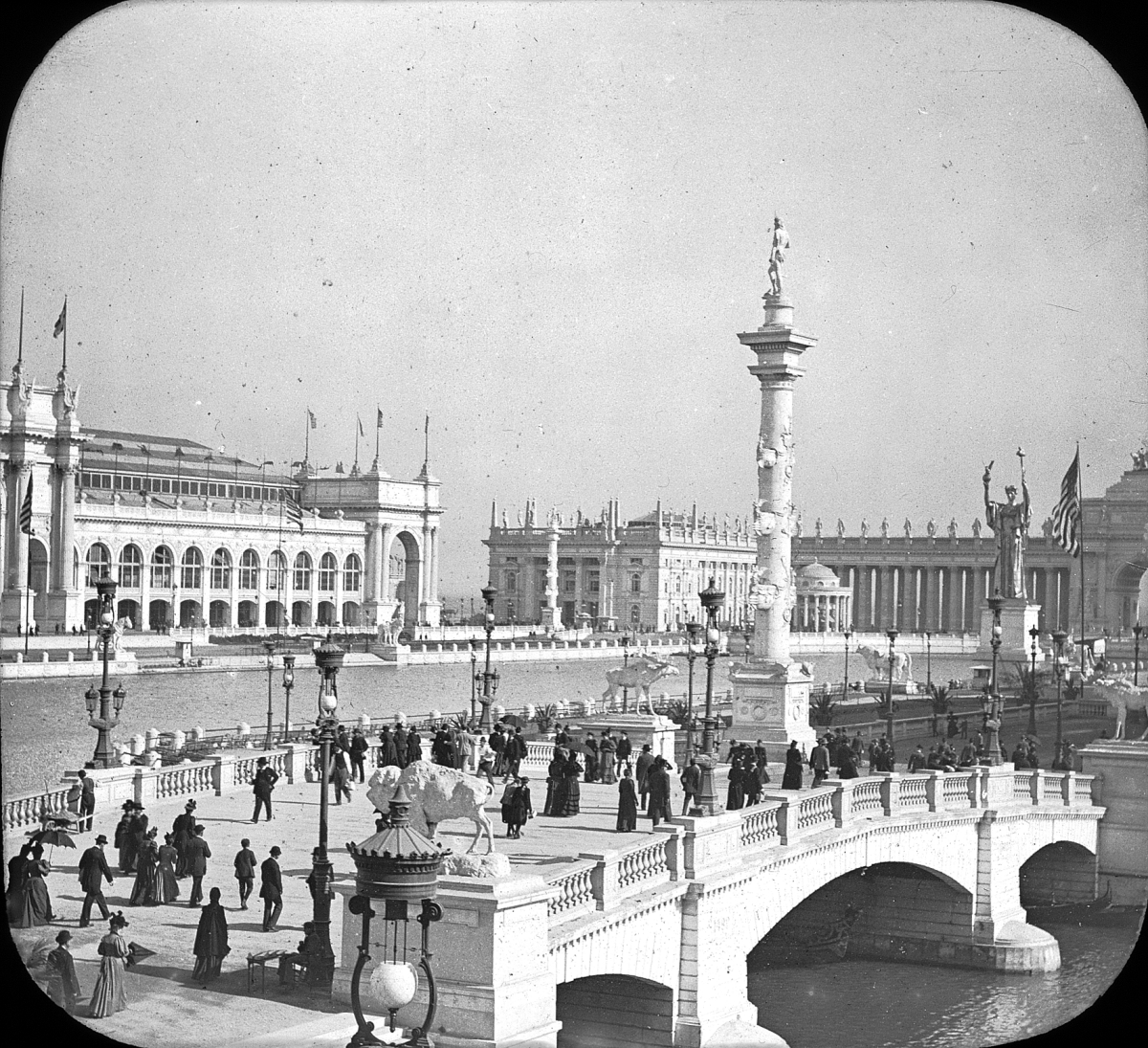
L'architecture de la « White City » mêle styles néo-classique (prédominant), City Beautiful et Beaux-Arts.

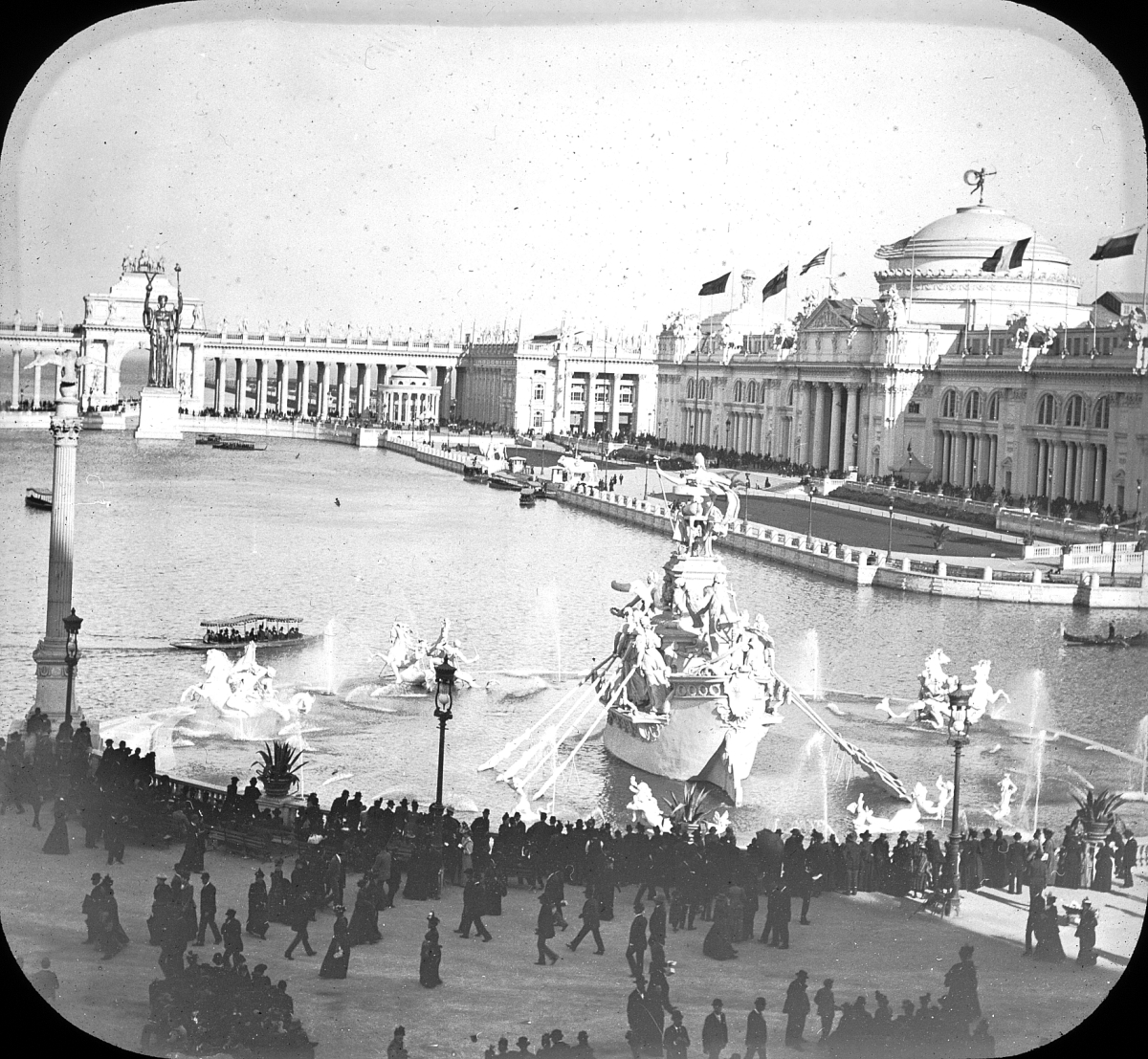
La Cour d'honneur, la Galerie des Beaux-Arts et la statue de la République (en haut à gauche) depuis l'Administration Building.

Le quartier de la Cour d'honneur de l'exposition fut connu sous le nom de « ville blanche » (« White City ») du fait de la prédominance de la couleur des façades des bâtiments. Inspirée par l'Exposition universelle de 1889 à Paris, elle se composa principalement de bâtiments spectaculaires et massifs (bien que pour la plupart temporaires) et abrita des expositions présentant les progrès réalisés dans des domaines tels que l'électricité, l'agriculture, l'exploitation minière, les transports et la science. La Midway Plaisance (qui s'étendit vers l'ouest à partir de la « White City ») proposa des divertissements, des villages à thèmes du monde entier et des spectacles. La première grande roue du monde, œuvre de l'ingénieur George Washington Gale Ferris Jr. (qui préfigura les parcs d'attractions du XXe siècle) fut présentée au public. Des restaurants et des buvettes furent mises à disposition des visiteurs. Des spécialités gastronomiques chicagoanes furent proposées à la dégustation.
La plupart des bâtiments de la foire furent conçus dans le style néo-classique (le Transportation Building, par les architectes Dankmar Adler et Louis Sullivan, fut le seul bâtiment de l'exposition à être conçu dans un style non classique). Les façades ne furent pas conçues en pierre, mais d'un mélange de plâtre, de ciment et de fibre de jute appelé « staff » (qui était peint en blanc), ce qui donna aux bâtiments leur aspect « éclatant ». Les critiques d'architecture qualifièrent ces structures de « hangars décorés ».
Les bâtiments furent revêtus de stuc blanc, ce qui, comparé au tènement de Chicago, donnait l'impression d'être illuminés. On l'appela également la ville blanche en raison de l'utilisation intensive de l'éclairage public qui rendit les boulevards et les bâtiments magnifiques de nuit. Les bâtiments de la « White City » furent également de style Beaux-Arts (pour le côté monumental et massif), et mêlèrent le style City Beautiful (un mouvement architectural et urbanistique qui se développa dans les années 1890 et 1900 à Chicago principalement avant de se répandre dans le reste du Midwest).

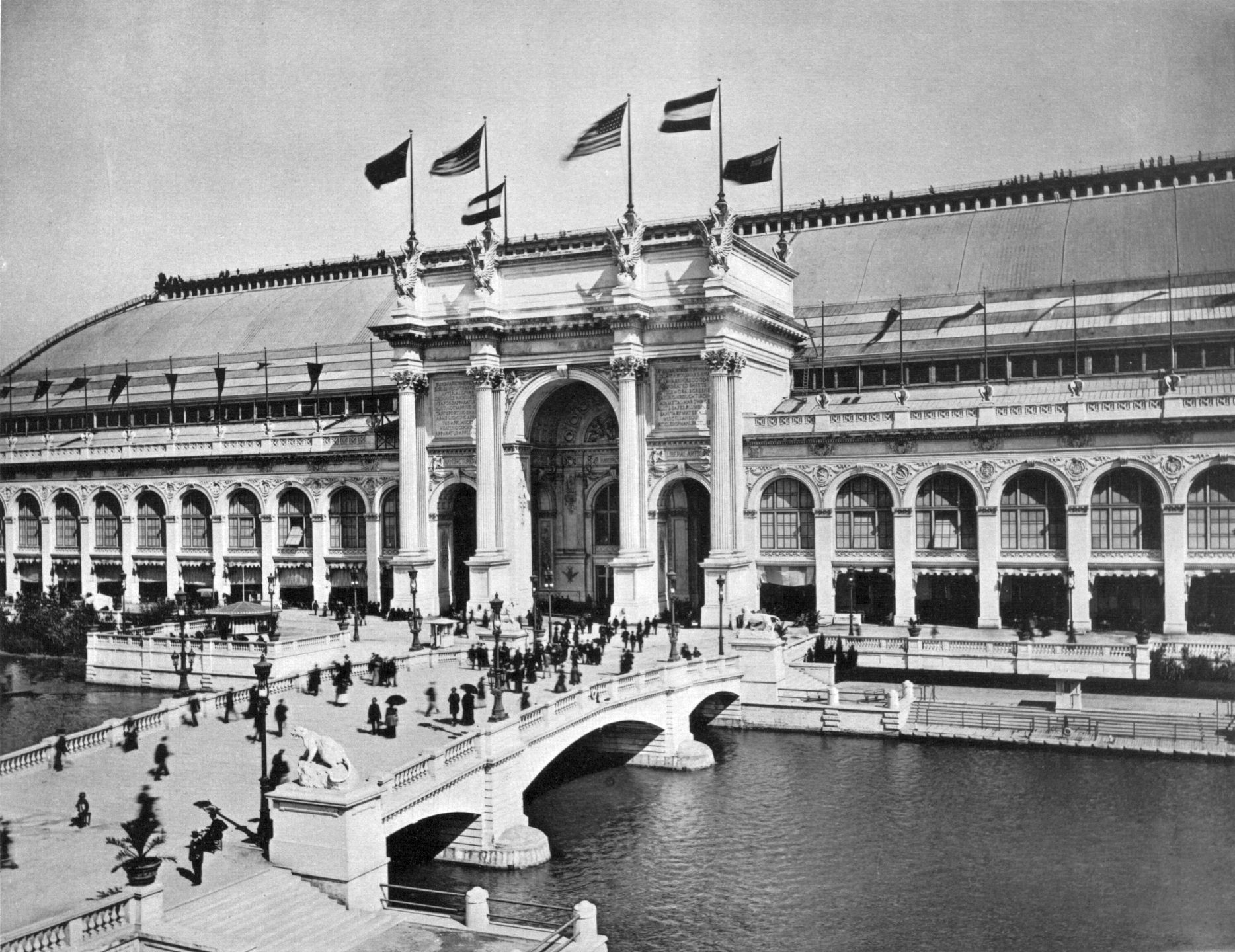
Entrée monumentale du Manufactures and Liberal Arts Building, bâtiment conçu par l'architecte George Browne Post.

En 1892, alors qu'il fut dans l'obligation d'achever la construction de l'exposition dans des délais très courts, le directeur des travaux et architecte Daniel Burnham nomma le peintre Francis Davis Millet à la direction de la conception des couleurs des bâtiments. Ce dernier démissionna à la suite d'un différend avec Burnham. Après quelques essais, Millet opta pour un mélange d'huile et de blanc de plomb qui peut être appliqué à l'aide d'un pulvérisateur à air comprimé sur les bâtiments, ce qui permit 
non seulement d'économiser de la peinture mais de l'appliquer en beaucoup moins de temps (contrairement à l'application traditionnelle au rouleau pour les grandes surfaces et au pinceau pour les détails et ornements des bâtiments).
Joseph Binks, superviseur de l'entretien du Marshall Field's Wholesale Store à Chicago, utilisa cette méthode pour appliquer du lait de chaux (peinture naturelle pour les murs intérieurs et extérieurs) sur les murs du bâtiment. Binks fut chargé par Burnham de peindre les bâtiments de l'Exposition,. L'affirmation selon laquelle il put s'agir de la première utilisation du pistolet à peinture est peut-être apocryphe, car les journaux de l'époque indiquèrent que cette méthode d'application fut déjà utilisée dans l'industrie ferroviaire depuis le début des années 1880.
De nombreux architectes de renom tels Louis Sullivan, William Le Baron Jenney, John Wellborn Root (qui mourut avant l'ouverture de l'exposition), Dankmar Adler, Richard Morris Hunt ou encore Henry Ives Cobb conçurent quatorze bâtiments majeurs (dont l'Illinois Building, l'Electricity Building, l'Administration Building, l'Agricultural Building, le Palais des Arts Mécaniques, l'Art Palace, l'Horticultural Building, le Music Hall, la Columbian Arch, le Transportation Building…). S'inspirant des aménagements haussmanniens lors des transformations de Paris sous le Second Empire, des architectes tels Daniel Burnham, Charles Follen McKim et Frederick Law Olmsted contribuèrent à créer le mouvement City Beautiful.
De nombreux bâtiments comprirent des détails sculpturaux et, pour respecter le délai d'ouverture de l'Exposition, l'architecte en chef Burnham sollicita l'aide du sculpteur Lorado Taft, enseignant à l'Art Institute of Chicago, pour les achever. Taft fit appel à un groupe de sculptrices talentueuses de l'Art Institute, connues sous le nom de « Lapins blancs », pour terminer certains bâtiments. Leur nom vient du commentaire de Burnham : « Engagez n'importe qui, même des lapins blancs, s'ils font le travail ».

### Principaux bâtiments

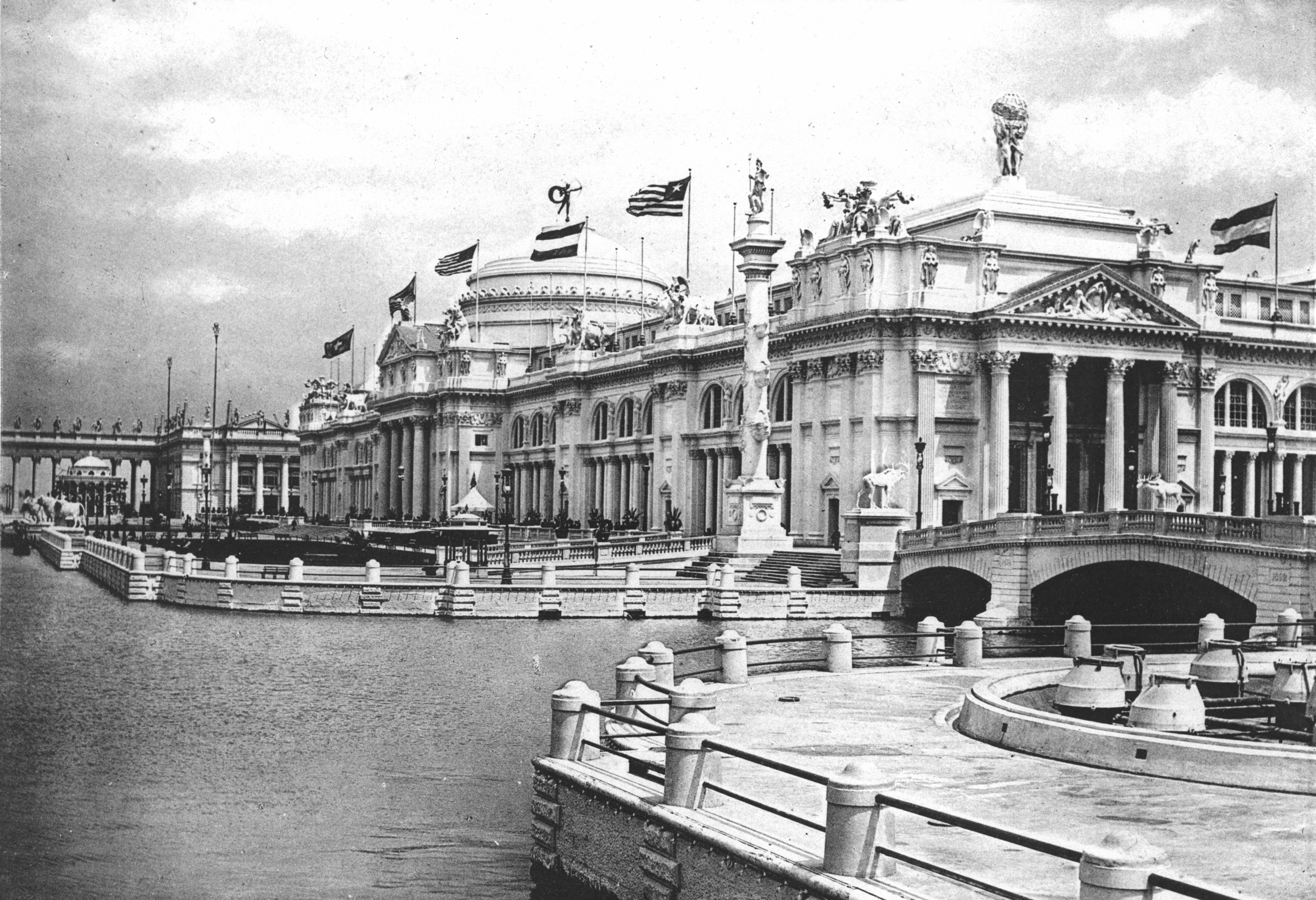
L'Agricultural Building, conçu par l'architecte Charles Follen McKim.

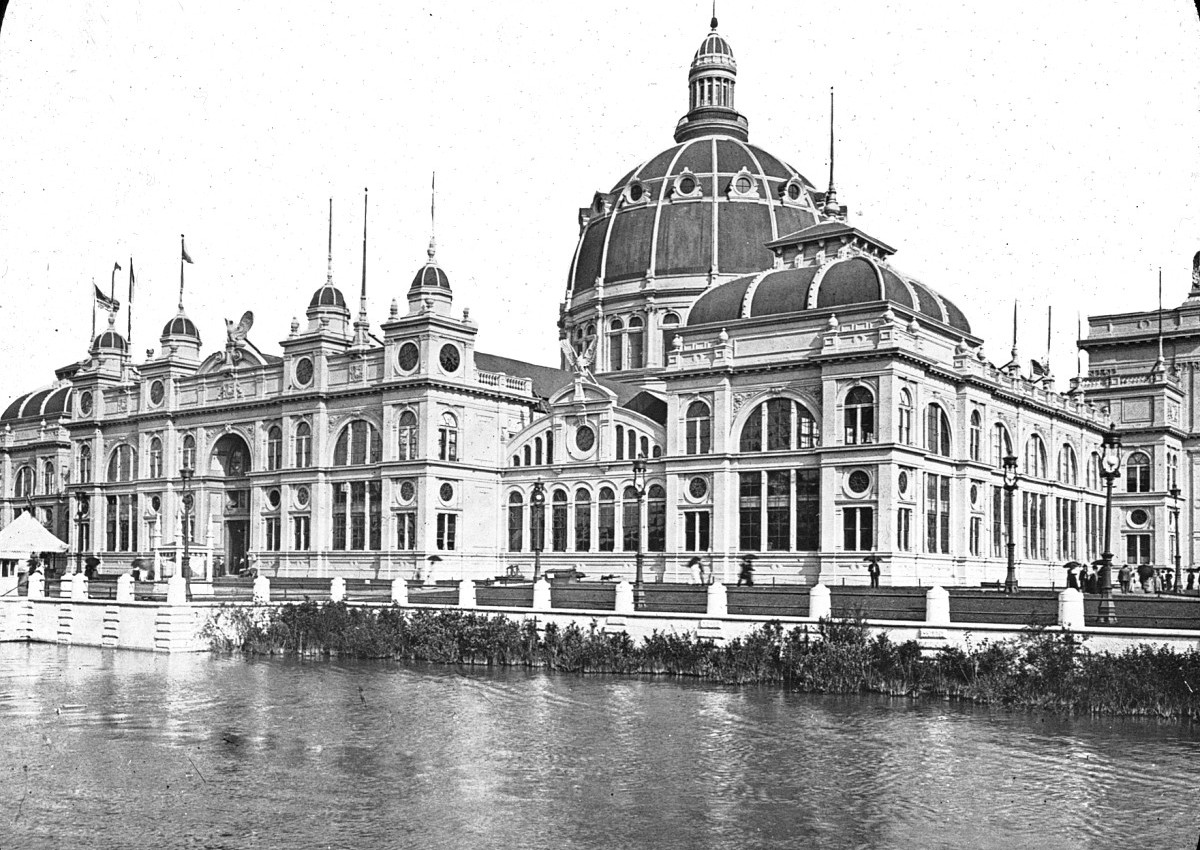
L'U.S. Government Building, conçu par l'architecte Willoughby J. Edbrooke.

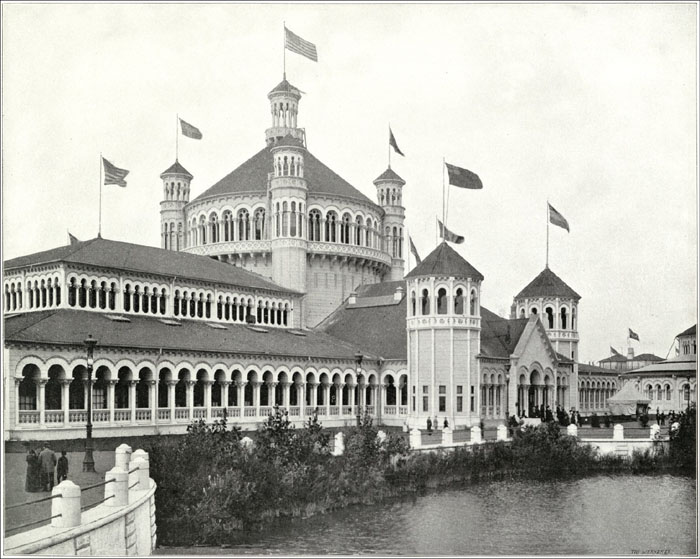
Le Fisheries Building, conçu par l'architecte Henry Ives Cobb. Son allure de château fort fit sensation auprès des visiteurs.

Il y eut quatorze principaux bâtiments centrés autour d'un gigantesque bassin appelé le Grand Bassin. Les bâtiments comprirent :
- L'Administration Building, conçu par Richard Morris Hunt ; il s'agit d'une des réalisations les plus notables de l'architecte ; son dôme central de 36,57 mètres de diamètre pour 67 mètres de hauteur fut l'un des plus importants d'Amérique à son achèvement ; le bâtiment se trouva dans l'axe de la statue de la République, une sculpture dorée haute de 19,81 mètres (65 pieds) et œuvre de Daniel Chester French ;
- L'Agricultural Building, conçu par Charles Follen McKim de l'agence d'architectes McKim, Mead and White ; ce bâtiment fut l'un des plus majestueux de l'exposition ;
- Le Manufactures and Liberal Arts Building, conçu par George Browne Post ; si ce bâtiment existait aujourd'hui, il se classerait au deuxième rang en termes de volume (8 500 000 m3) et au troisième rang en termes de superficie (130 000 m2) sur la liste des plus grands bâtiments ; il exposa des œuvres liées à la littérature, à la science, à l'art et à la musique ;
- Le Mines and Mining Building, conçu par Solon Spencer Beman ;
- L'Electricity Building, conçu par Henry Van Brunt et Frank Maynard Howe ;
- L'U.S. Government Building, conçu par l'architecte Willoughby J. Edbrooke ; il fut de style classique et ressembla beaucoup au musée national et à d'autres bâtiments gouvernementaux ; sa principale caractéristique architecturale est son dôme central octogonal de 36,58 mètres de diamètre et de 45,72 mètres de haut ;
- Le Machinery Hall, conçu par Robert Swain Peabody de l'agence Peabody and Stearns ;
- Le Transportation Building, conçu par Dankmar Adler et Louis Sullivan ; ce bâtiment polychrome pré-moderne fut une exception remarquable au style dominant néo-classique car il développa une identité davantage américaine ; en 1922, Sullivan écrivit que le style classique de la White City fit reculer l'architecture américaine moderne de quarante ans[21] ;
- Le Fisheries Building, conçu par Henry Ives Cobb ; il constitua un exemple notable d'obstacles qui furent surmontés par le génie architectural ; l'espace alloué à ce bâtiment fut de forme irrégulière et situé sur des terrains peu prometteurs ; cependant le bâtiment fut aussi symétrique dans son plan que frappant dans son apparence ;
- Le Forestry Building, conçu par Charles B. Atwood ;
- Le Woman's Building, conçu par Sophia Hayden ; parmi 14 femmes architectes, c'est Sophia Hayden qui remporta le concours pour le Woman's Building[22] ; Alice Rideout fut choisie comme sculptrice pour le bâtiment et créa les groupes de sculptures extérieures et le fronton[23] ; Enid Yandell conçut et créa la cariatide qui soutint le jardin sur le toit[24] ; Candace Wheeler supervisa la décoration intérieure[25] ;
- L'Horticultural Building, conçu par William Le Baron Jenney ;
- L'Anthropology Building, conçu par Charles B. Atwood.

En outre, le style des bâtiments ne fit pas l'unanimité. L'architecte Frank Lloyd Wright porta un regard très critique sur la prédominance néo-classique de l'exposition et écrivit dans son livre A Testament publié en 1957 : « Cette montée irrésistible de la grandomanie m'a confirmé dans ma crainte de voir l'architecture américaine reculer d'au moins cinquante ans ».

### Bâtiments ayant subsisté à l'exposition

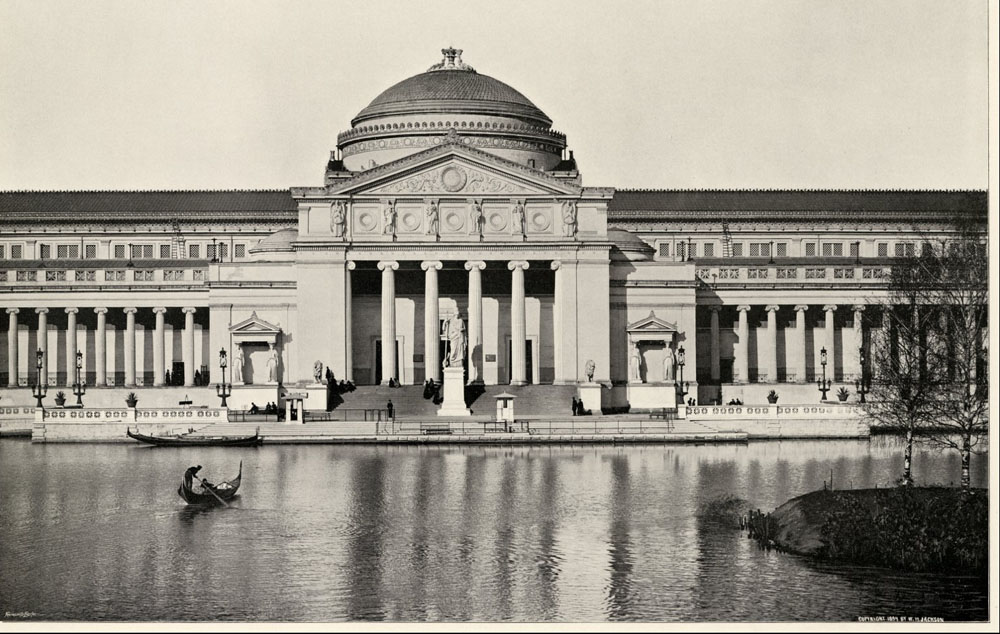
Conçu par l'architecte Charles B. Atwood dans le cadre de l'exposition, le Palais des Beaux-Arts (Palace of Fine Arts) constitue aujourd'hui le musée des Sciences et de l'Industrie.

Presque toutes les structures de la foire furent conçues pour être temporaires. Sur plus de 200 bâtiments érigés pour la foire, deux seulement subsistent. On peut citer le Palais des Beaux-Arts (Palace of Fine Arts) et le World's Congress Auxiliary Building.
Entre la fermeture de l'exposition en octobre 1893 jusqu'en 1920, le Palais des Beaux-Arts abrita le Field Columbian Museum (aujourd'hui le Musée Field d'Histoire Naturelle ; Field Museum of Natural History ; déplacé depuis au Museum Campus) ; en 1933, après avoir été entièrement reconstruit en matériaux permanents, le Palais des Beaux-Arts a rouvert ses portes en tant que Musée des Sciences et de l'Industrie (Museum of Science and Industry ; MSI). Le second bâtiment, le World's Congress Building, est l'un des rares à ne pas avoir été construit à Jackson Park mais à Grant Park, dans le centre-ville.
Les coûts de construction pour ériger le World's Congress Building furent partagés avec l'Art Institute of Chicago qui, comme prévu, s'installa dans le bâtiment (siège actuel du musée) après la clôture de l'exposition.
Jackson Park retrouva son statut de parc public (en bien meilleur état que sa forme marécageuse d'origine). Sa lagune fut remodelée pour lui donner un aspect plus naturel, à l'exception de l'extrémité nord rectiligne où elle se heurta encore aux marches du côté sud du bâtiment du Palais des Beaux-Arts/Musée des Sciences et de l'Industrie.

## Première «grande roue»

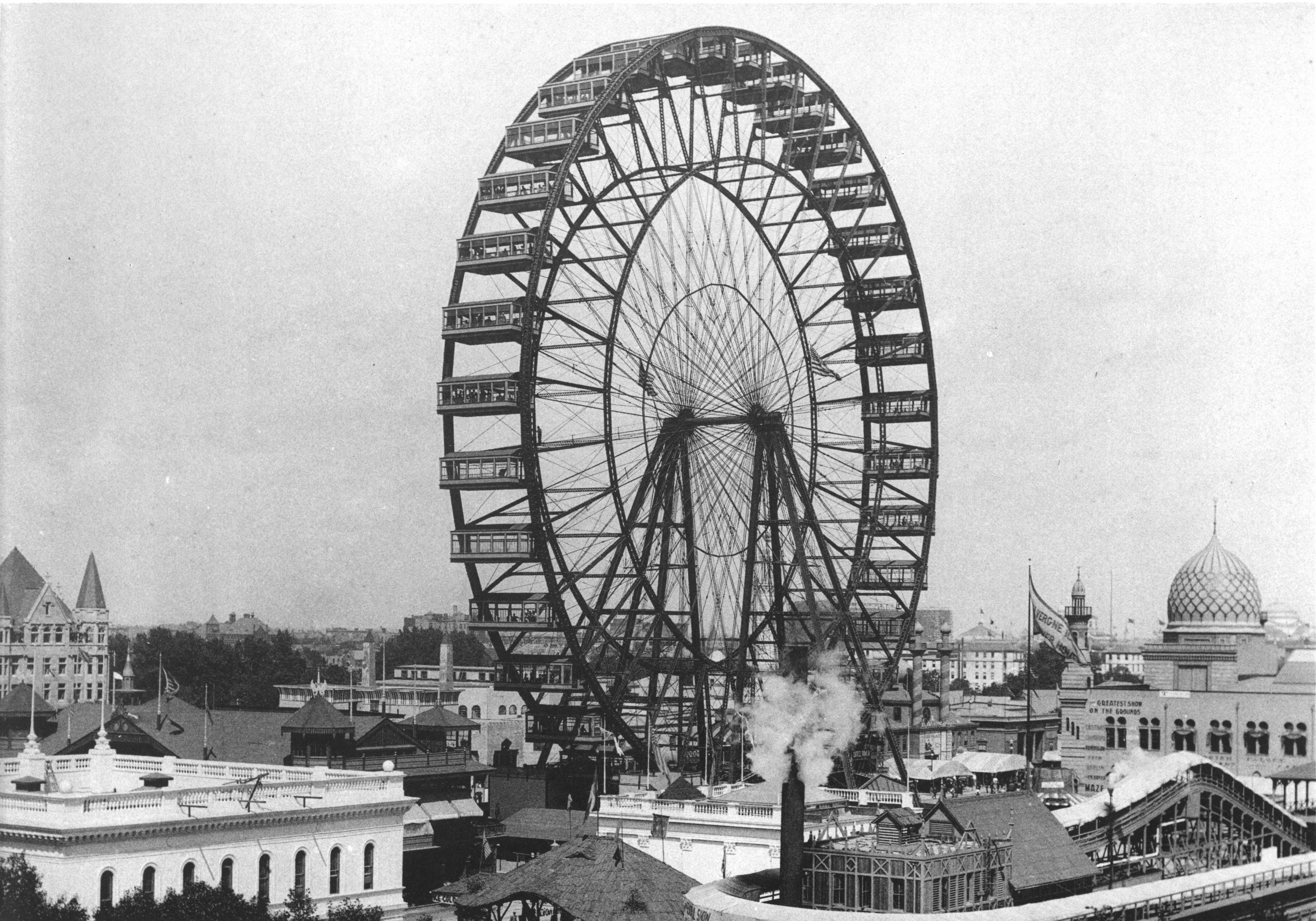
Conçue par l'ingénieur George Washington Gale Ferris Jr. à l'occasion de l'Exposition universelle, elle est considérée comme la première grande roue du monde.

La grande roue « moderne » vit le jour grâce à George Washington Gale Ferris Jr., diplômé de l'Institut polytechnique Rensselaer, il fabriqua des ponts à Pittsburgh, en Pennsylvanie. Il commença sa carrière dans l'industrie ferroviaire, puis fut intéressé par la construction des ponts. Ferris comprit le besoin croissant d'acier de construction et fonda G.W.G. Ferris & Co. à Pittsburgh, une entreprise qui testait et contrôlait les métaux utilisés pour les voies ferrées et les ponts. Ferris conçut la première grande roue à l'occasion de cette Exposition. La grande roue était censée être une attraction rivale de la tour Eiffel, l'œuvre centrale de l'Exposition universelle de 1889. Ce fut l'attraction la plus imposante de l'Exposition, du haut de ses 80 mètres, elle était constituée de deux moteurs à vapeur et pouvait supporter 2 160 personnes.
Elle contenait 36 nacelles de 60 places chacune (40 assises et 20 debout). Cela prenait vingt minutes pour que la roue fasse deux tours. Au premier tour, six arrêts permettaient aux passagers de monter et de descendre et le deuxième tour était complet sans arrêt. Le ticket coûtait 50 cents à l'époque.
À la fin de l'Exposition universelle, la grande roue fut déplacée près d'un quartier huppé du nord de Chicago. Elle fut à nouveau utilisée pour l'Exposition universelle de 1904 à Saint-Louis dans le Missouri, qui célébra le centenaire de l'acquisition de la Louisiane. Elle fut démantelée en 1906. Son axe, qui pesait 70 tonnes, a été le plus grand projet forgé de tous les temps. Des morceaux de cette grande roue furent utilisés pour construire un pont au-dessus de la rivière Kankakee, à 72 km au sud de Chicago.

## Trottoir roulant

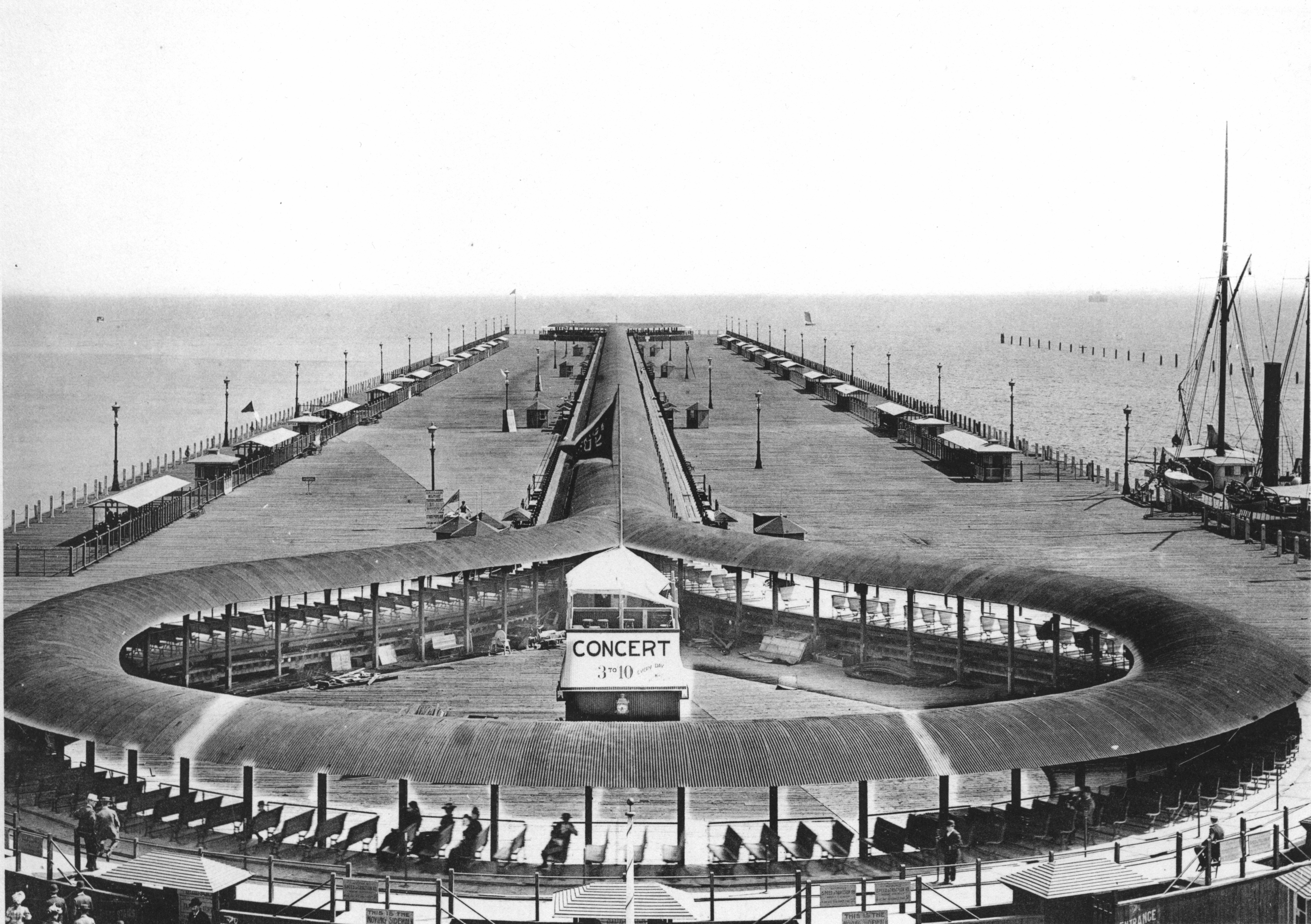
Le trottoir roulant baptisé Great Wharf Moving Sidewalk de l'architecte Joseph Lyman Silsbee, construit sur une jetée prévue à cet effet (1893).

Le premier trottoir roulant fit ses débuts lors de l'Exposition universelle de 1893 sous le nom de « Great Wharf Moving Sidewalk » (littéralement le « trottoir roulant du quai »). Il fut conçu par l'architecte de Chicago Joseph Lyman Silsbee. Long de 762 mètres, le trottoir comporta deux sections différentes : l'une où les passagers purent s'asseoir et l'autre où les visiteurs purent se tenir debout ou marcher,.
Exploité par la Columbian Movable Sidewalk Company, le trottoir roulant fut doté d'assises pour les passagers dont le prix du ticket coûta cinq cents. Cependant, il ne fut pas très fiable, en effet il eut tendance à tomber en panne régulièrement. Comme l'indiqua la société Western Electrician à l'approche de l'Exposition, un contrat fut passé pour la construction de ce trottoir roulant qui s'étendit sur presque toute la longueur de la jetée de 1 371,6 mètres, où de nombreux visiteurs arrivèrent après avoir fait un voyage pittoresque en bateau à vapeur du centre-ville jusqu'au site de l'exposition. À pleine capacité, la passerelle pouvait transporter 31 680 passagers par heure. Sa durée de vie fut cependant assez courte, puisqu'elle fut démontée l'année suivante.
Six ans plus tard, un trottoir roulant fut également présenté au public lors de l'Exposition universelle de 1900 à Paris, sous le nom de « rue de l'Avenir ». Ce dernier, qui s'inspira de son homologue de Chicago, parcourait une boucle de 3,5 kilomètres, autour du site de l'exposition, avec neuf stations et se composa de trois plates-formes surélevées : la première fut stationnaire, la deuxième se déplaçant à une vitesse modérée et la troisième à une vitesse d'environ 10 km/h.

## Exhibitions

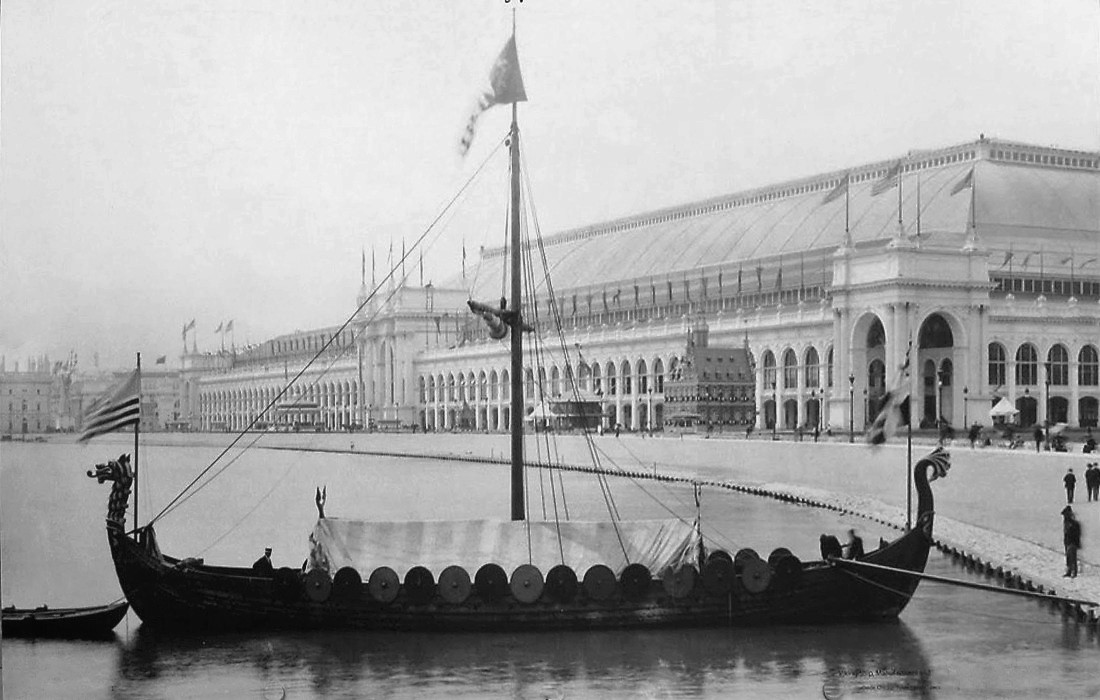
Le Viking, une réplique du bateau de Gokstad, sur le site de l'exposition après sa traversée de l'Atlantique.

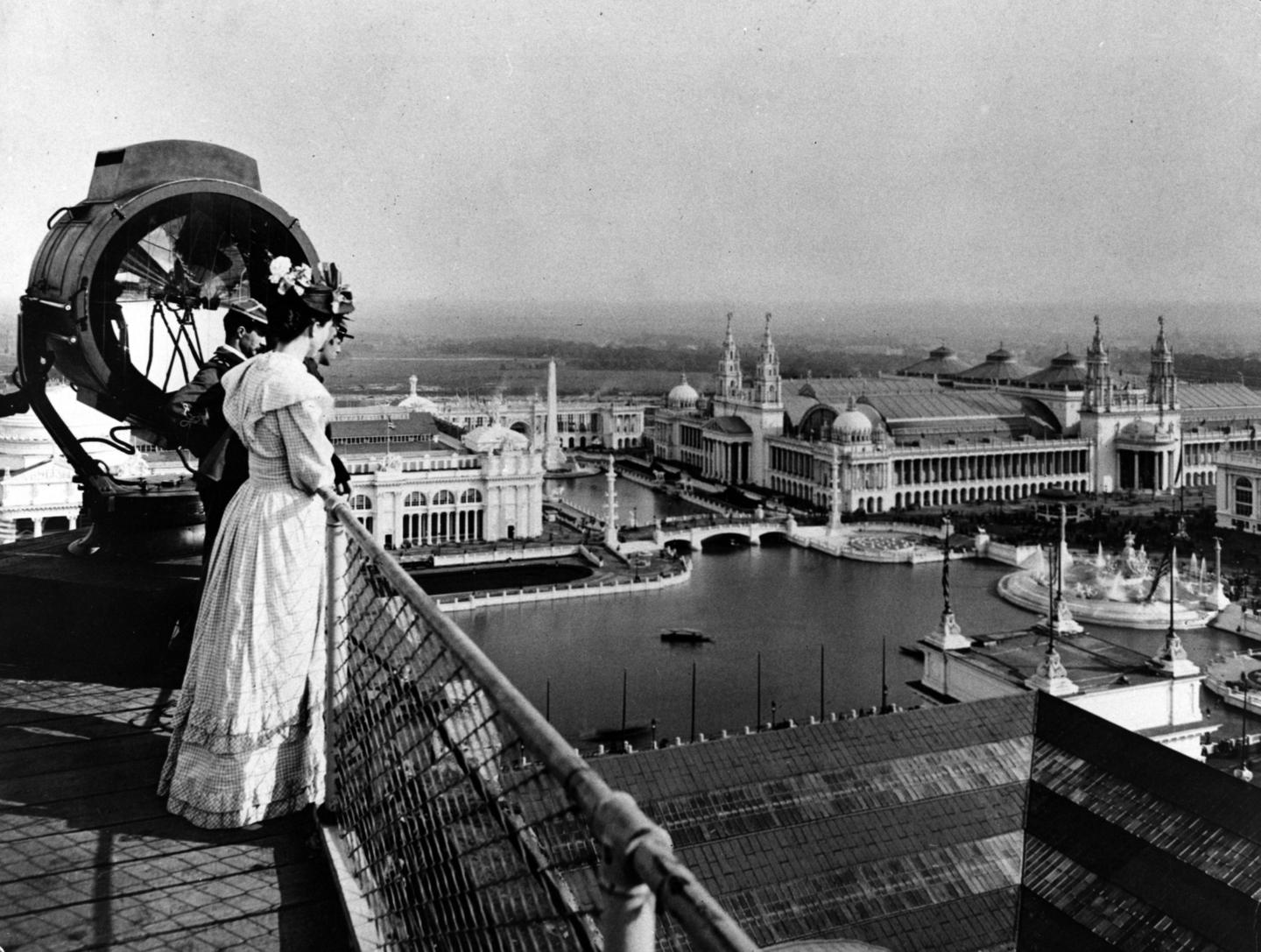
Le Grand Bassin vu depuis l'angle sud-ouest du toit du Manufactures and Liberal Arts Building.

- Le « village allemand », financé par des banquiers berlinois et des entreprises américaines[34].
- L'écrivaine syrienne Hanna K. Korany tient un stand de broderies.
- Le Panorama des Alpes bernoises, une peinture panoramique réalisée en 1891-1892 par Auguste Baud-Bovy, Eugène Burnand et Francis Furet.
- L'U.S. Battleship Illinois, une maquette détaillée et grandeur nature d'un cuirassé de défense côtière de classe Indiana, fut construit à l'occasion de l'exposition[35]. Les flancs du « navire », posés sur des piquets dans le lac Michigan, furent en briques recouvertes de plâtre. La superstructure, les tourelles et les canons étaient faits de bois peint et l'ensemble des pièces d'un véritable navire furent reconstituées pour que les visiteurs puissent imaginer la vie à bord d'un cuirassé.
- L'œuf de Colomb de Tesla fut présenté lors de l'exposition[36] et fut utilisé pour démontrer et expliquer les principes du champ magnétique tournant et de la machine asynchrone.
- L'Électrotachyscope, une invention allemande d'Ottomar Anschütz datant de 1887 et permettant de produire l'illusion d'un mouvement d'une série de photographies, fut présentée pour la première fois au public durant l'exposition.
- Le phare de Chicago (Chicago Harbor Lighthouse) fut construit en 1893 à l'occasion de l'exposition par l'United States Lighthouse Board[37]. En 1919, le phare fut déplacé à l'entrée du port de Chicago[38] (à l'est de la jetée Navy).
- Le Viking, une réplique du bateau de Gokstad récupéré en 1880 en Norvège[33]. Il traversa l'Atlantique Nord pour être présenté à l'exposition. Le mercredi 12 juillet 1893, le maire de Chicago Carter Harrison, Sr. prit le commandement du bateau pour la dernière étape du voyage, en arrivant à Jackson Park[33], à grand renfort de publicité.
- Le verrier Louis Comfort Tiffany créa l'intérieur d'une chapelle qu'il exhiba au sein du pavillon de Tiffany & Co. (l'entreprise de joaillerie fondée par son père) dans le Manufactures and Liberal Arts Building. D'inspiration byzantine, elle fut conçue à partir de formes classiques simples, de colonnes et d'arcs, dont la taille est disproportionnée par rapport à l'espace intime de la chapelle (100 m2, y compris le baptistère). Véritable tour de force en matière de design et de virtuosité dans les arts de la mosaïque et du verre[39], elle fit sensation et permit à Louis Comfort Tiffany d'atteindre une reconnaissance internationale. Depuis 1999, elle est exposée au Charles Hosmer Morse Museum of American Art[40].

## Congrès et parlements

### Congrès mondial des organisations représentatives des femmes

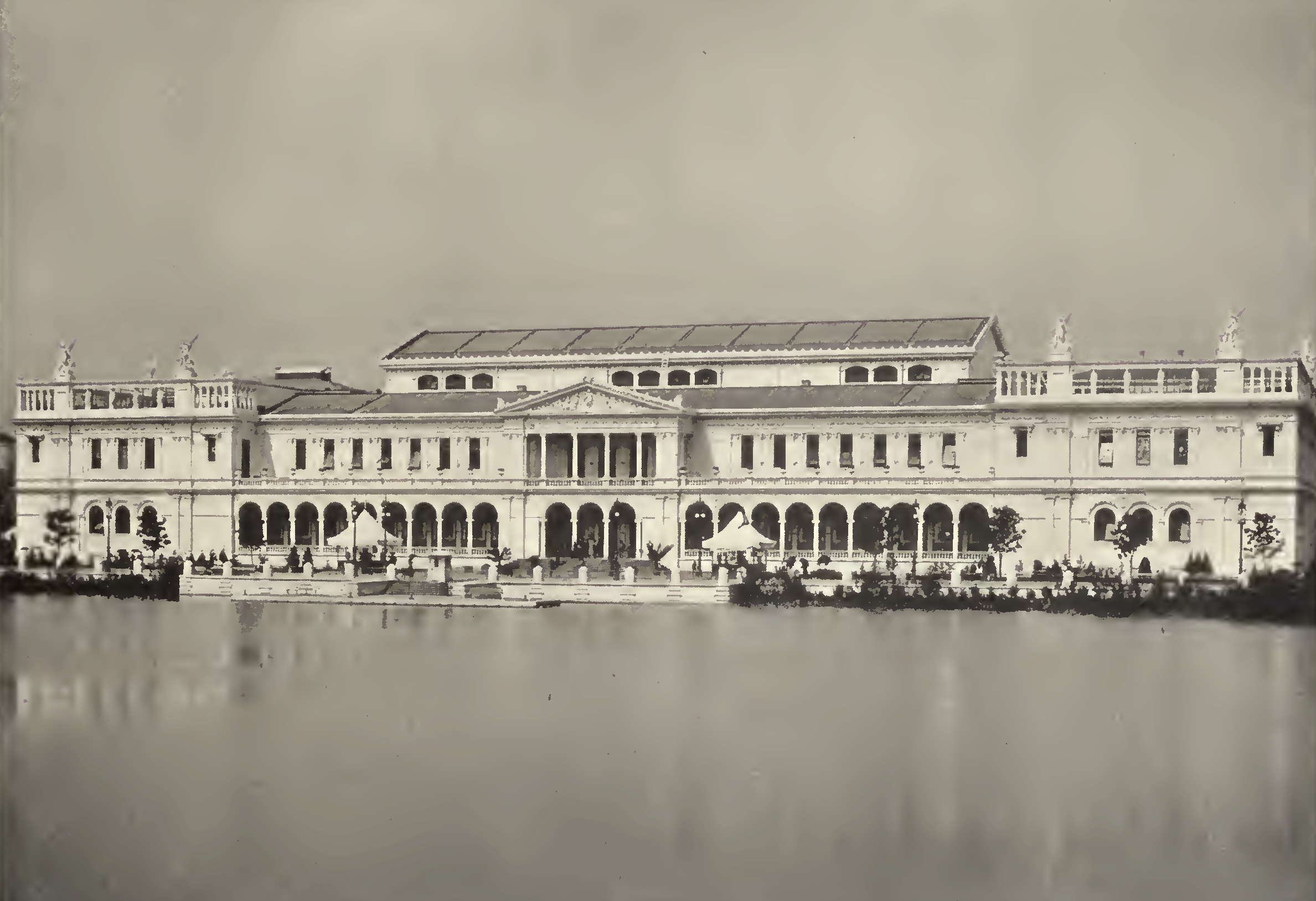
Le Woman's Building (aussi connu comme le « Pavillon de la femme »), conçu par l'architecte Sophia Hayden.

Le Congrès mondial des organisations représentatives des femmes (World's Congress of Representative Women), qui se tint dans le cadre de l'exposition, fut une convention d'une semaine pour l'expression des préoccupations des femmes.
À l'occasion des 81 réunions, organisées par des femmes de tous les États-Unis, 150 000 personnes se rendirent au Woman's Building (aussi appelé « Pavillon de la femme »), conçu par Sophia Hayden comme lieu d'exposition de l'art féminin. Le bâtiment lui-même est décoré par des femmes artistes, avec des ornements architecturaux sculptés par Enid Yandell et Alice Rideout. La conservatrice de musée Sarah Tyson Hallowell fut l'une des organisatrices de l'exposition et servit en tant que chef adjoint du Département des beaux-arts de l'exposition. Elle se chargea de gérer la venue d'œuvres d'origine européennes et de trouver des femmes artistes pour les peintures murales du Woman's Building.
Près de 500 femmes originaires de 27 pays à travers le monde firent un discours. Bertha Palmer, épouse de l'homme d'affaires et collectionneur d'art Potter Palmer, fut la présidente du congrès et du Chicago Woman's Club, l'association organisatrice du congrès. Parmi les personnalités les plus influentes on peut citer : Jane Addams, Susan B. Anthony, Hanna Bieber-Böhm, Hallie Quinn Brown, Elizabeth Cady Stanton, Barbara Galpin et Helen H. Gardener.

### Parlement des religions
Le Parlement des religions (Parliament of the World's Religions), qui se déroula du 11 au 27 septembre 1893 durant l'exposition, marqua le premier rassemblement officiel de représentants des traditions spirituelles orientales et occidentales (dont les principales religions : Christianisme, Bouddhisme, Hindouisme, Islam, Judaïsme et leurs différentes branches et ramifications) à travers le monde. Il constitua la première tentative de nouer un dialogue global interconfessionnel. Selon Eric J. Sharpe, Tomoko Masuzawa et d'autres, l'événement fut considéré comme radical à l'époque, car il permettait aux religions non chrétiennes de s'exprimer en leur propre nom ; par exemple, il est reconnu comme la première mention publique du bahaïsme (aussi connu sous le nom de foi bahá’íe) en Amérique du Nord ; il n'a pas été pris au sérieux par les universitaires européens avant les années 1960.

### Congrès international des mathématiciens

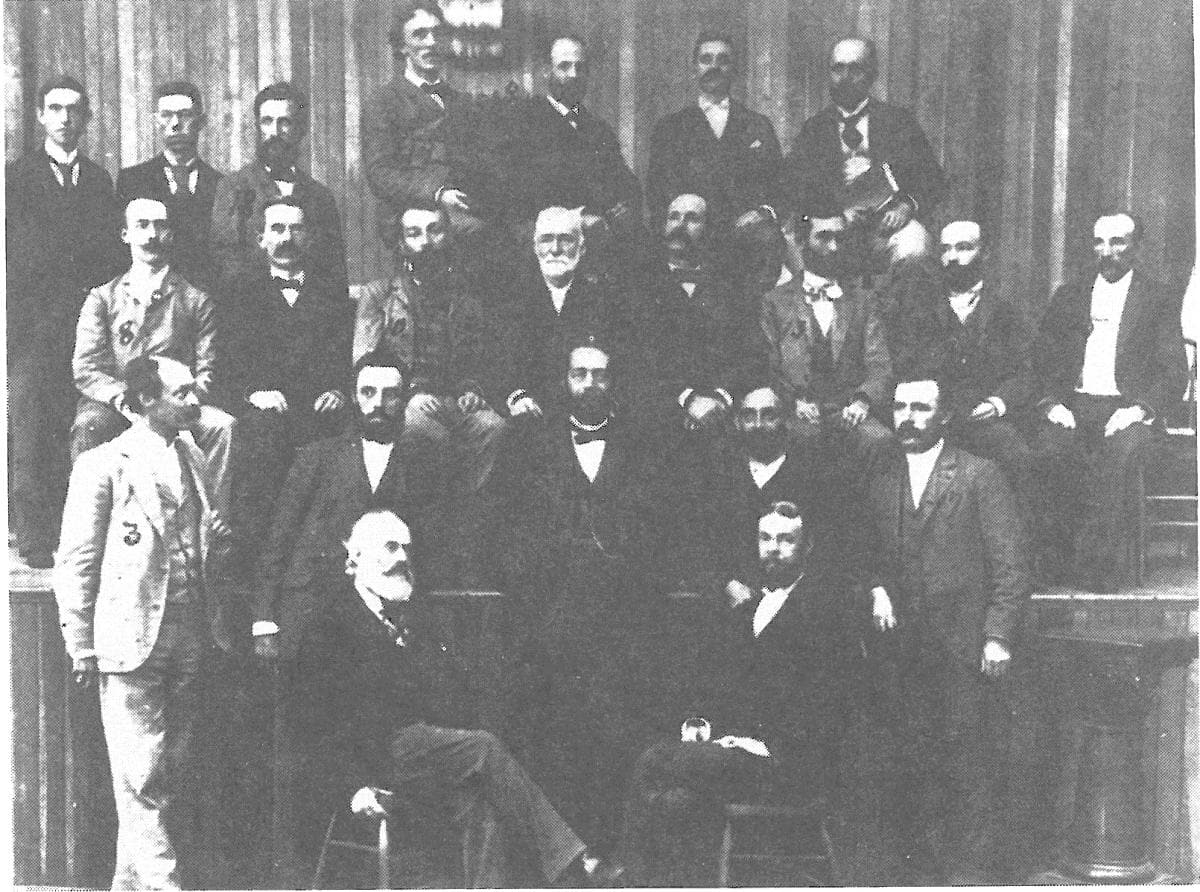
Felix Klein, président du Congrès international des mathématiciens, se tient au centre de la photo (1893).

Le Congrès international des mathématiciens se tint durant l'exposition du 21 au 26 août. 208 mathématiciens en provenance du monde entier participèrent au congrès.
Felix Klein, président du Congrès, prononça le discours d'ouverture du Congrès international de mathématiques sur « L'état actuel des mathématiques », contenant un « manifeste » pour la future coopération internationale des mathématiciens. Klein, comme Georg Cantor dont les efforts conduisirent à la fondation de la Deutsche Mathematiker-Vereinigung (DMV, « Société allemande de Mathématiques »), crurent tous deux fermement à la collaboration internationale des mathématiciens.

## Concepts idéologiques
- Le serment d'allégeance au drapeau des États-Unis fut récité pour la première fois durant l'exposition de 1893 par une masse d'écoliers alignés à la manière des militaires[49].
- L'historien Frederick Jackson Turner présenta sa théorie de La Frontière (dans le contexte de la conquête de l'Ouest), qui devint l'un des concepts historiques majeurs des États-Unis[50]. Durant l'exposition, Turner affirma dans un discours que l'esprit de la frontière avait délivré les américains du fardeau de l'habitude en « offrant de nouvelles expériences, en faisant appel à de nouvelles institutions et à de nouvelles activités ».
- La contribution au célèbre surnom de Chicago : Windy City (la « ville des vents »)[51]. Certains affirmèrent que l'éditeur Charles Anderson Dana du New York Sun inventa ce terme par rapport au battage publicitaire des promoteurs de la ville pour l'avènement de l'exposition. Beaucoup de grands politiciens new-yorkais furent extrêmement irrités qu'une ville « secondaire » comme Chicago puisse les battre et la plupart pensèrent que New York avait la victoire assurée. Cependant, d'autres preuves suggèrent que le terme fut utilisé dès 1881 pour décrire les politiciens « ventripotents » de Chicago mais aussi en rapport aux conditions météorologiques et aux vents parfois violents qui touchent la ville.

## Affaires criminelles

### Affaire H. H. Holmes

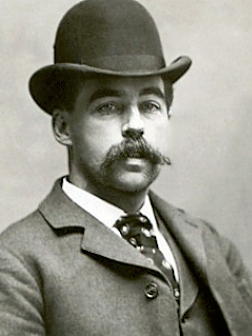
H. H. Holmes en 1895.

En 1886, Herman Webster Mudgett, plus connu sous le nom de « H. H. Holmes », s'installa à Chicago et trouva un emploi dans une pharmacie du secteur d'Englewood. Il finit par acquérir un terrain qu'il convoitait depuis longtemps, situé en face de son lieu de travail, pour y faire construire un bâtiment qui fut surnommé plus tard le « château des meurtres ».
Durant l'Exposition, Holmes ouvrit sa maison en tant qu'hôtel pour les visiteurs. Dans ce « laboratoire de l'horreur », Holmes asphyxia ses victimes à l'aide de tuyaux d'arrivée du gaz, en les regardant agoniser dans des chambres insonorisées. Mais elles furent aussi brûlées vives, enfermées dans des malles, des pièces sans issues, ou même un énorme coffre-fort qui servit en réalité de cachot dans lequel les victimes étouffèrent. Il se débarrassa également des corps par démembrement ou par dissolution dans des bains d'acide sulfurique. Holmes n'hésita pas à vendre à diverses facultés de médecine de la région les squelettes et organes, car celles-ci en ont toujours besoin pour pratiquer l'étude de l'anatomie humaine et l'anthropotomie.
Cette affaire criminelle horrifia et fascina le public quand elle fut révélée. Après sa condamnation, Holmes avoua 27 meurtres, ainsi que six tentatives de meurtre. Holmes fut condamné à mort par pendaison en 1895. Il est considéré comme le premier tueur en série officiel des États-Unis. L'intérêt pour les crimes de Holmes fut ravivé en 2003 par le best-seller Le Diable dans la ville blanche (The Devil in the White City) de l'auteur Erik Larson.

### Assassinat de Carter Harrison, Sr.

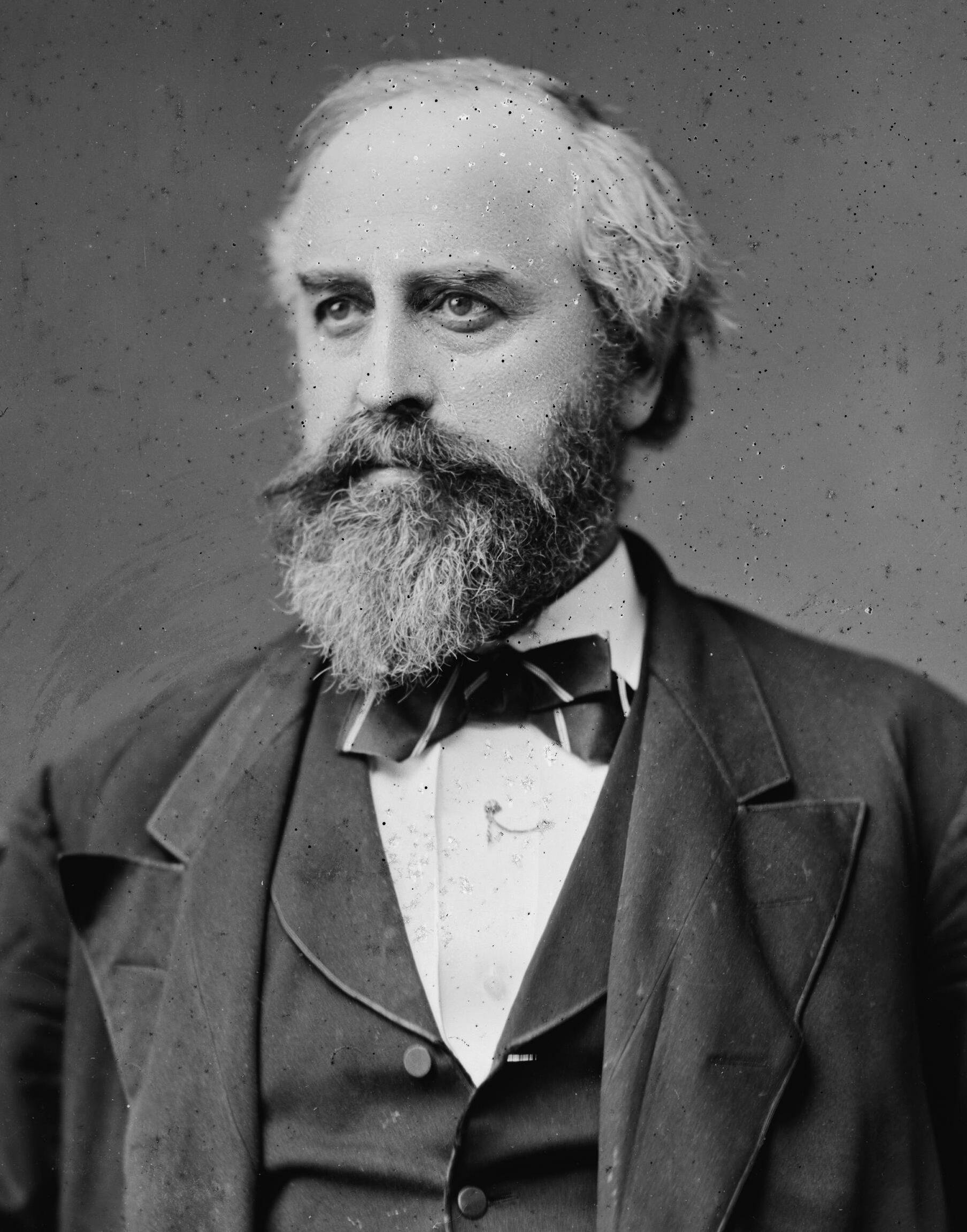
Carter Harrison, Sr.

Le 28 octobre 1893, quelques mois après le début de son cinquième mandat et deux jours à peine avant la clôture de l'exposition, le maire de Chicago Carter Harrison, Sr. fut assassiné par balle à son domicile par un déséquilibré nommé Patrick Eugene Prendergast. Prendergast, un demandeur d'emploi, soutint la réélection de Harrison avec l'illusion que ce dernier le nommerait en retour à un poste au sein de l'administration municipale de Chicago.
Armé d'un revolver de calibre 38, Prendergast tira trois fois sur Harrison à bout portant. Harrison s'écroula au sol et mourut peu après. La ville de Chicago fut plongée dans le deuil. Même l'illustre avocat Clarence Darrow ne parvint pas à sauver Prendergast de la potence.
Harrison fut enterré au cimetière de Graceland à Chicago,. Une célébration prévue pour la clôture de l'exposition fut annulée et remplacée par un grand service commémoratif public en hommage à Harrison. Prendergast fut condamné à mort pour son crime et fut pendu le 13 juillet 1894.

## Dans la culture populaire

### Dans la littérature
- Three Girls in a Flat, The Story of the Womens Building Columbian Exposition par Laura Hayes sorti en 1892 ; il s'agit d'un récit semi-autobiographique de l'implication de la sculptrice Enid Yandell dans la décoration du Woman's Building.
- To Chicago and Back par Aleko Konstantinov sorti en 1894 : Konstantinov décrit sa visite aux États-Unis pour assister à l'Exposition universelle de 1893 ; il s'agit du premier livre important de l'auteur.
- Le Testament d'un excentrique par Jules Verne sorti en 1899 : les premiers chapitres évoquent avec admiration la ville de Chicago et l'Exposition de 1893.
- Contre-jour par Thomas Pynchon sorti en 2006. Le début du roman se déroule à l'Exposition de 1893.
- Collines noires et Le Cinquième Cœur, par Dan Simmons, 2010 et 2015 : deux romans historiques très documentés dont une partie se déroule dans l'Exposition de 1893.
- Le Diable dans la ville blanche par Erik Larson, Le Cherche midi, 2011  (ISBN 9782749117089) : roman à la fois historique et policier, très documenté.
- Jimmy Corrigan, the Smartest Kid on Earth par Chris Ware sorti en 2000. L'intrigue se déroule en partie durant l'exposition.
- La Couronne des Croisés par Don Rosa, histoire de Picsou. Dans cette histoire Picsou raconte s'être arrêté à l'exposition lors de son départ en Australie. Il y rencontre d'ailleurs le géologue Adolf Erik Nordenskiöld.

### À la télévision
- Kim Possible, 2003-2004 : l'épisode 30 (saison 2) de cette série animée pour la jeunesse, intitulé Les Surprises du passé, s'inspire de l'Exposition de 1893.
- Timeless, 2016 : l'épisode 11 (saison 1) de cette série télévisée, intitulé Le Manoir de l'horreur, se déroule lors de l'Exposition de 1893.
- Expo : Magic of the White City est un film documentaire historique américain sorti en 2005 réalisé et produit par Mark Bussler et raconté par Gene Wilder.
- Loki, l'épisode 3 (saison 2) se déroule lors de l'Exposition de 1893.

### Autres
- L'exposition de 1893 est le thème du jeu de société Exposition universelle Chicago 1893 de J. Alex Kevern.
- Le Blue Ribbon (ruban bleu) du nom de la marque de bière Pabst Blue Ribbon est une référence à un prix qu’aurait remporté la brasserie Pabst à l’occasion de l’exposition en tant que « meilleure bière d’Amérique ». Bien que la réalité de ce titre ne soit pas avérée, la marque a bâti son marketing autour de celui-ci[60].
- L'exposition est mentionnée dans la chanson Come On ! Feel The Illinoise ! de Sufjan Stevens dans son album Illinois. Le morceau se compose de deux parties, la première s'intitule World's Columbian Exposition.
- L'architecture et l'ambiance de l'exposition de 1893 sont les principales inspirations pour la création de la ville fictive de Columbia dans le jeu vidéo Bioshok Infinite sorti en 2013.
- Le jeu vidéo 1893: A World's Fair Mystery est une fiction interactive développée et éditée par The Illuminated Lantern, sortie en 2003.
- Le jeu vidéo interactif The Dark Pictures Anthology: The Devil in Me développé par Supermassive Games et sorti en 2022.

## Galerie d'images

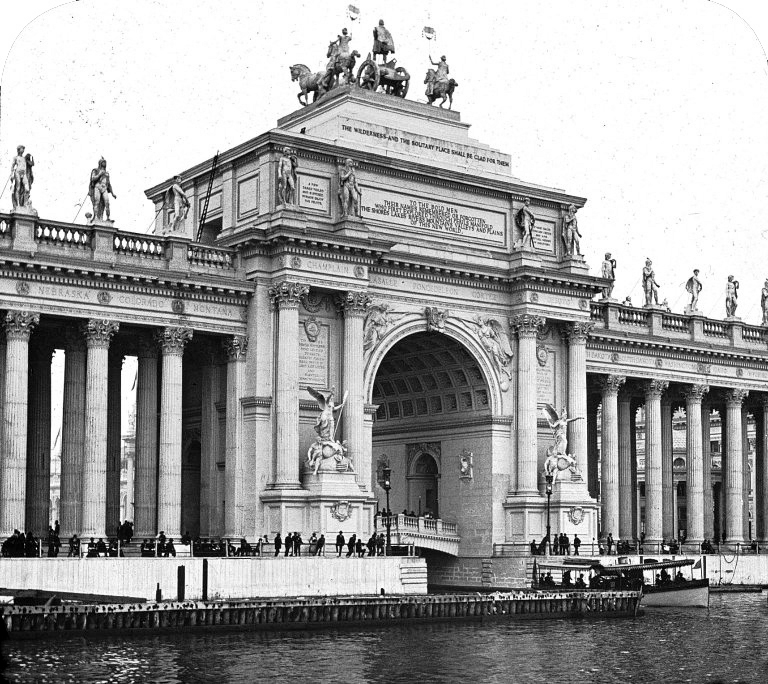
La Columbian Arch.
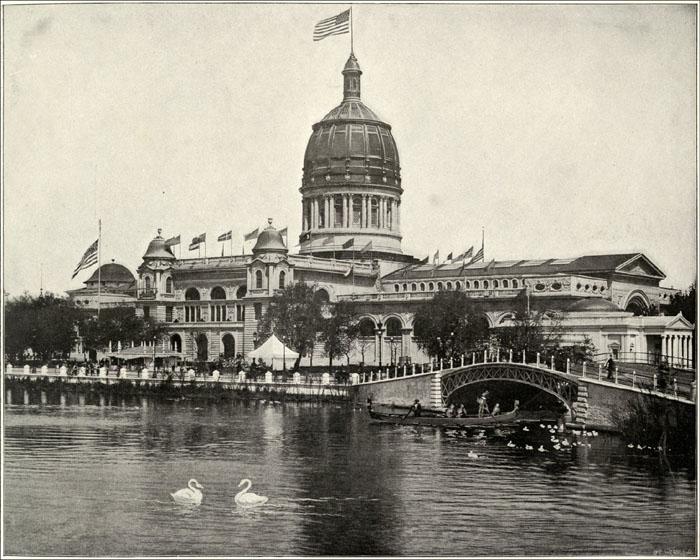
L'Illinois Building.
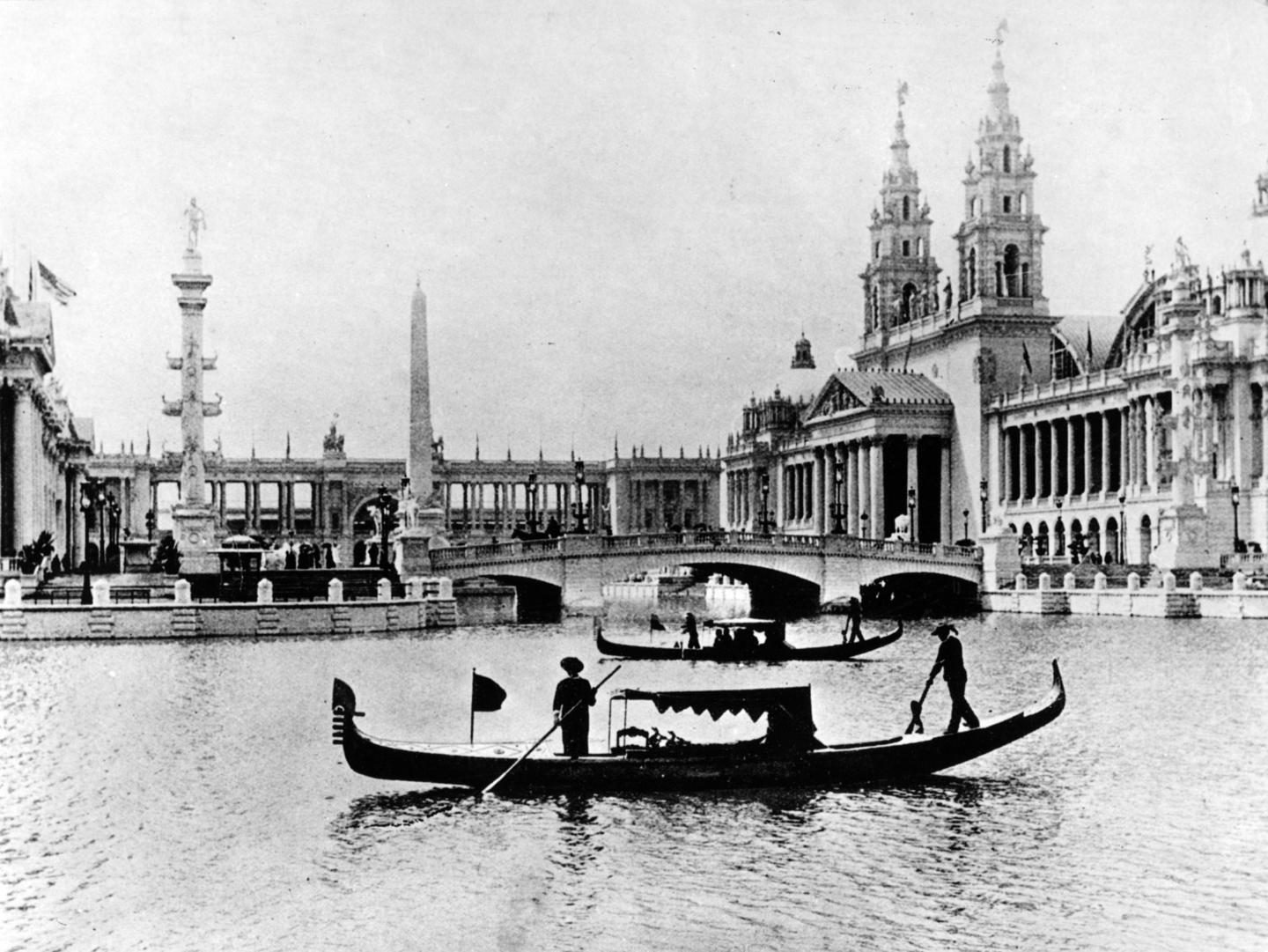
Une gondole circulant dans le bassin de la Cour d'honneur.
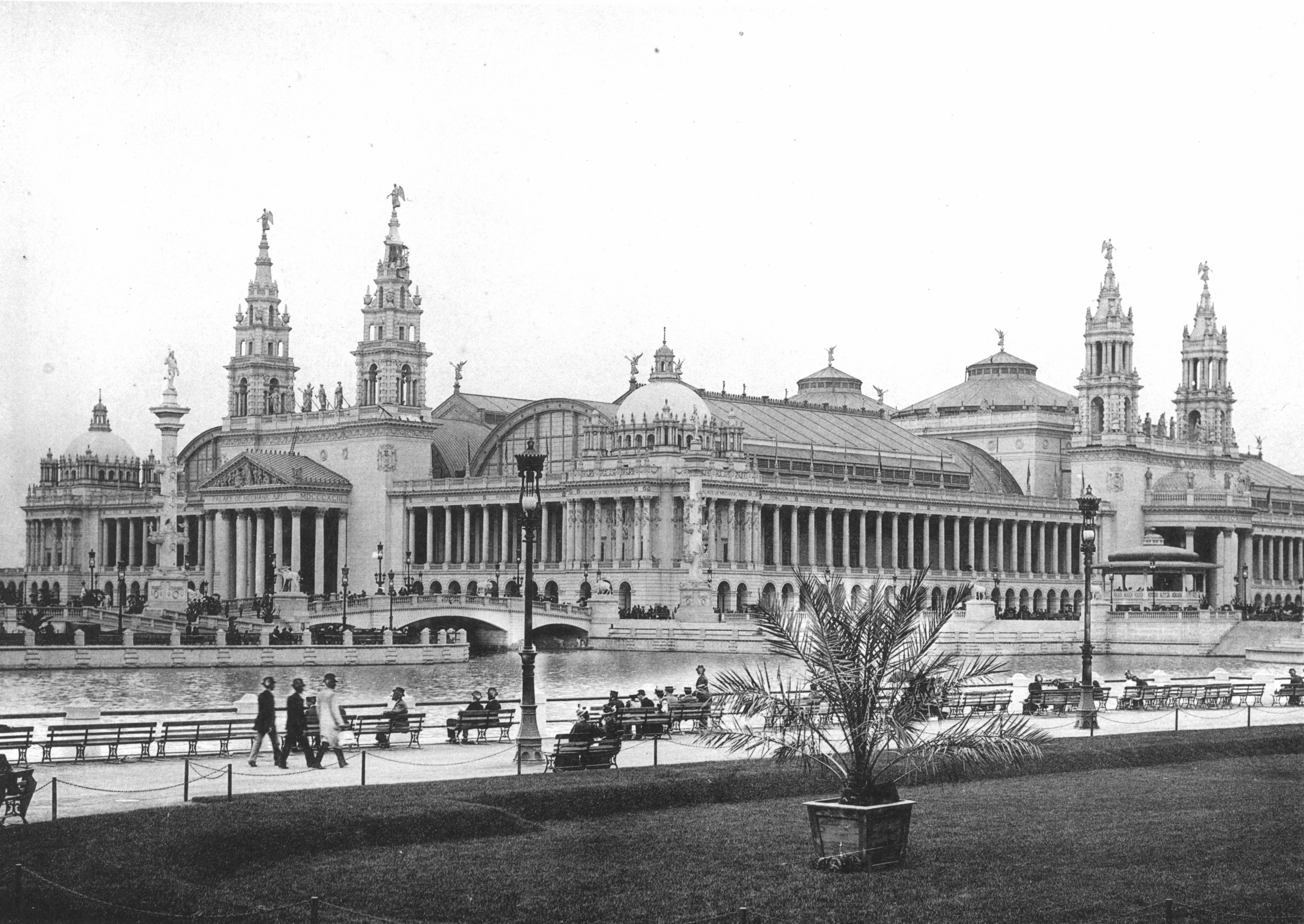
Le Palais des Arts Mécaniques.
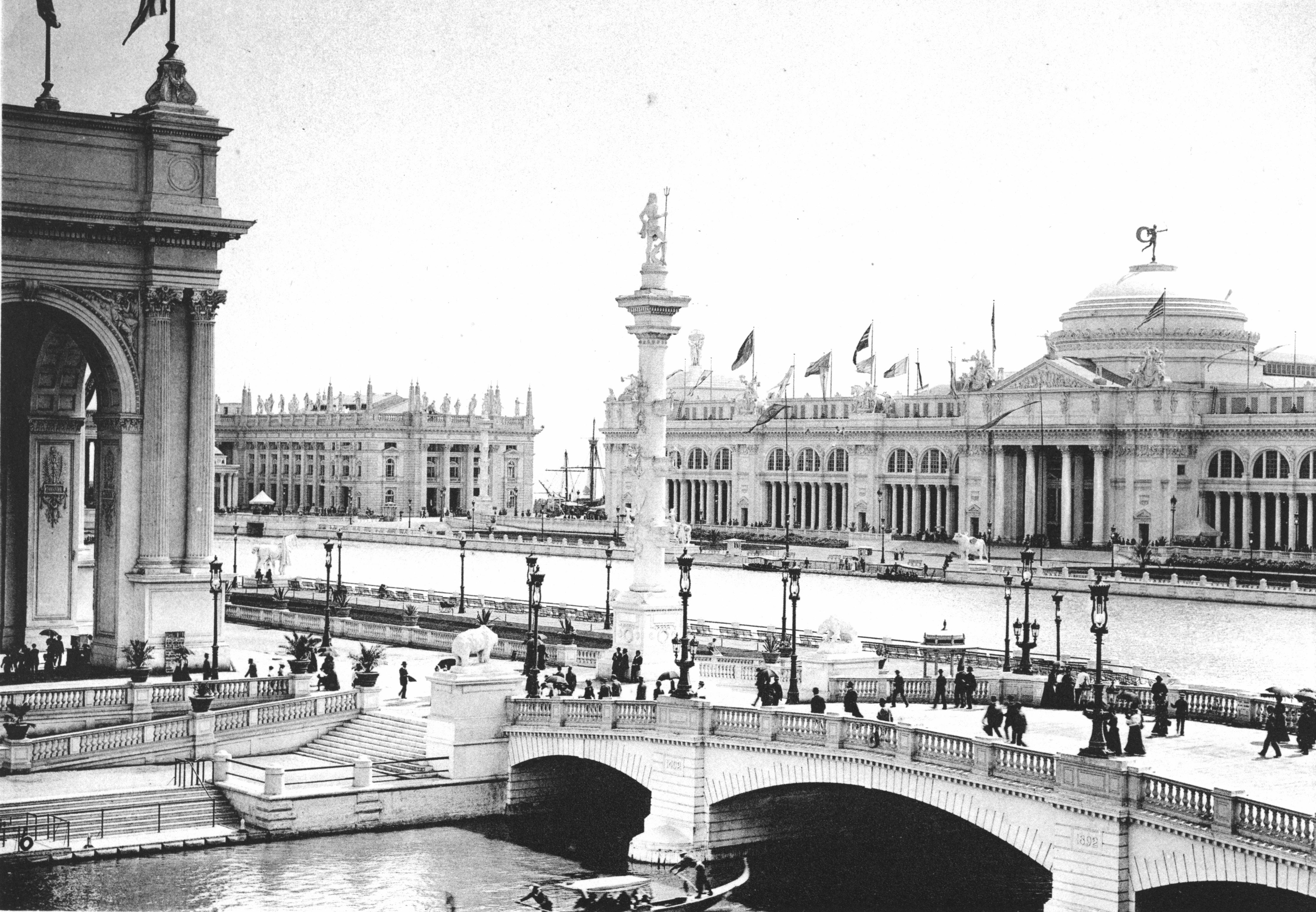
Vue depuis l'Electricity Building.
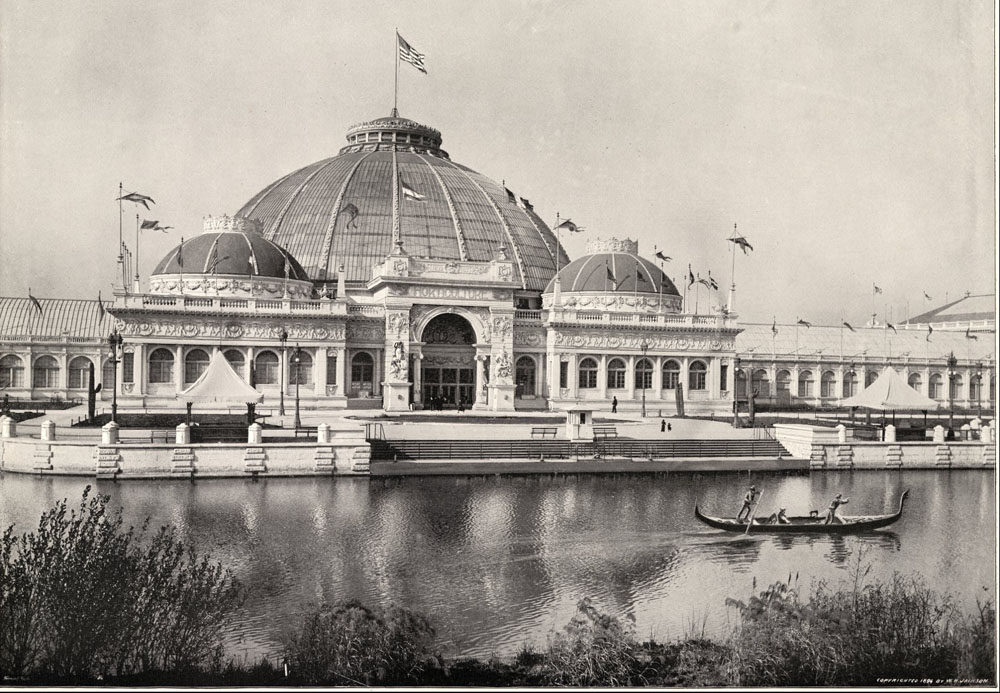
L'Horticultural Building.
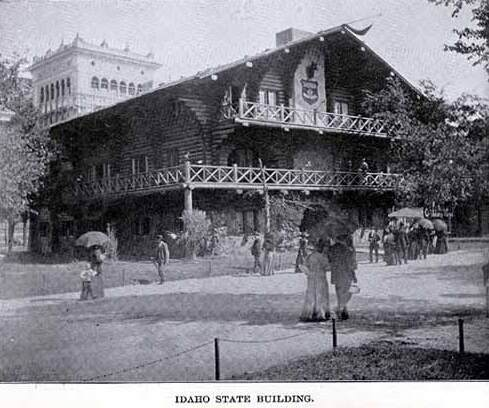
L'Idaho Building.
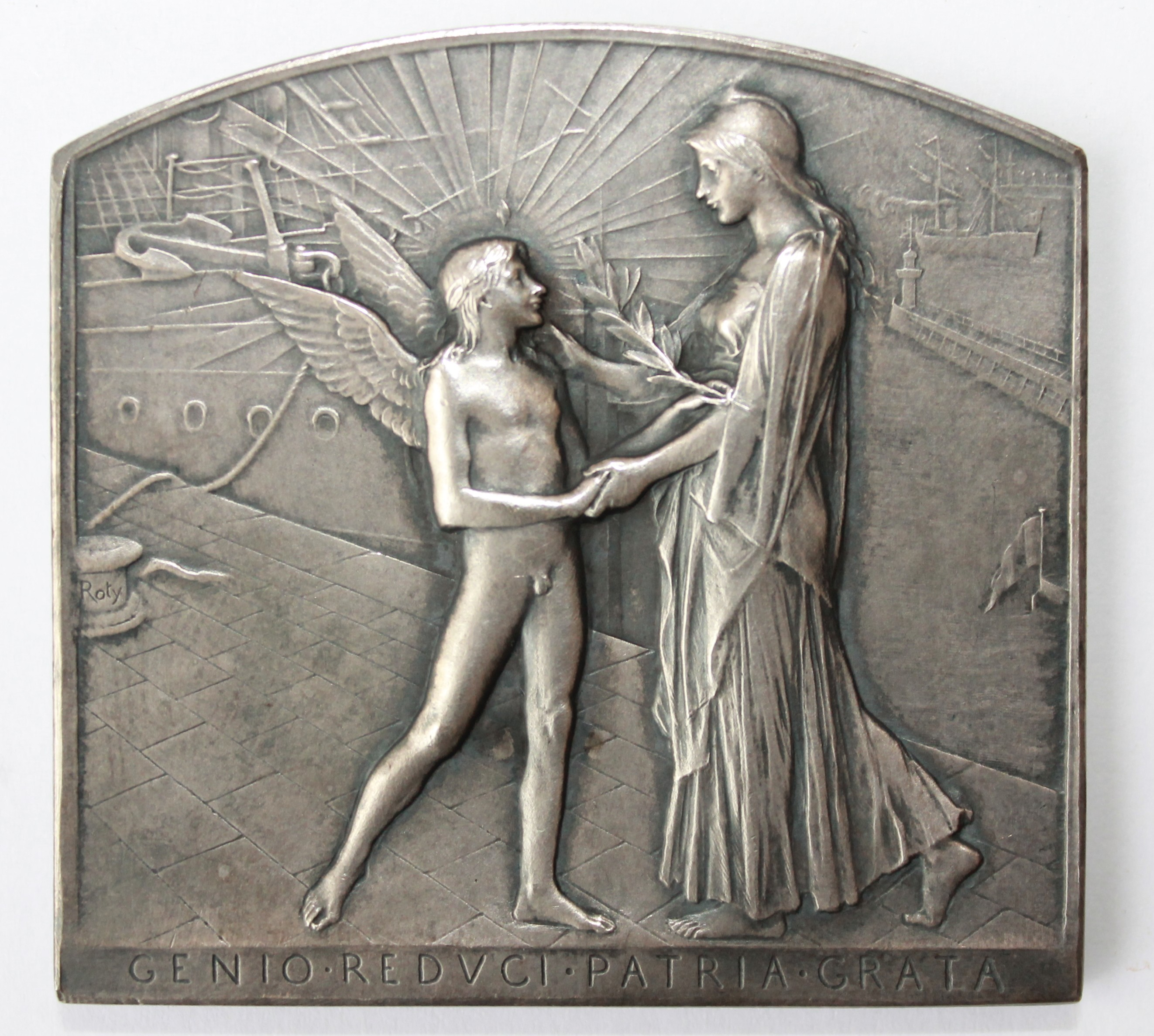
Médaille offerte aux exposants réalisée par Oscar Roty.
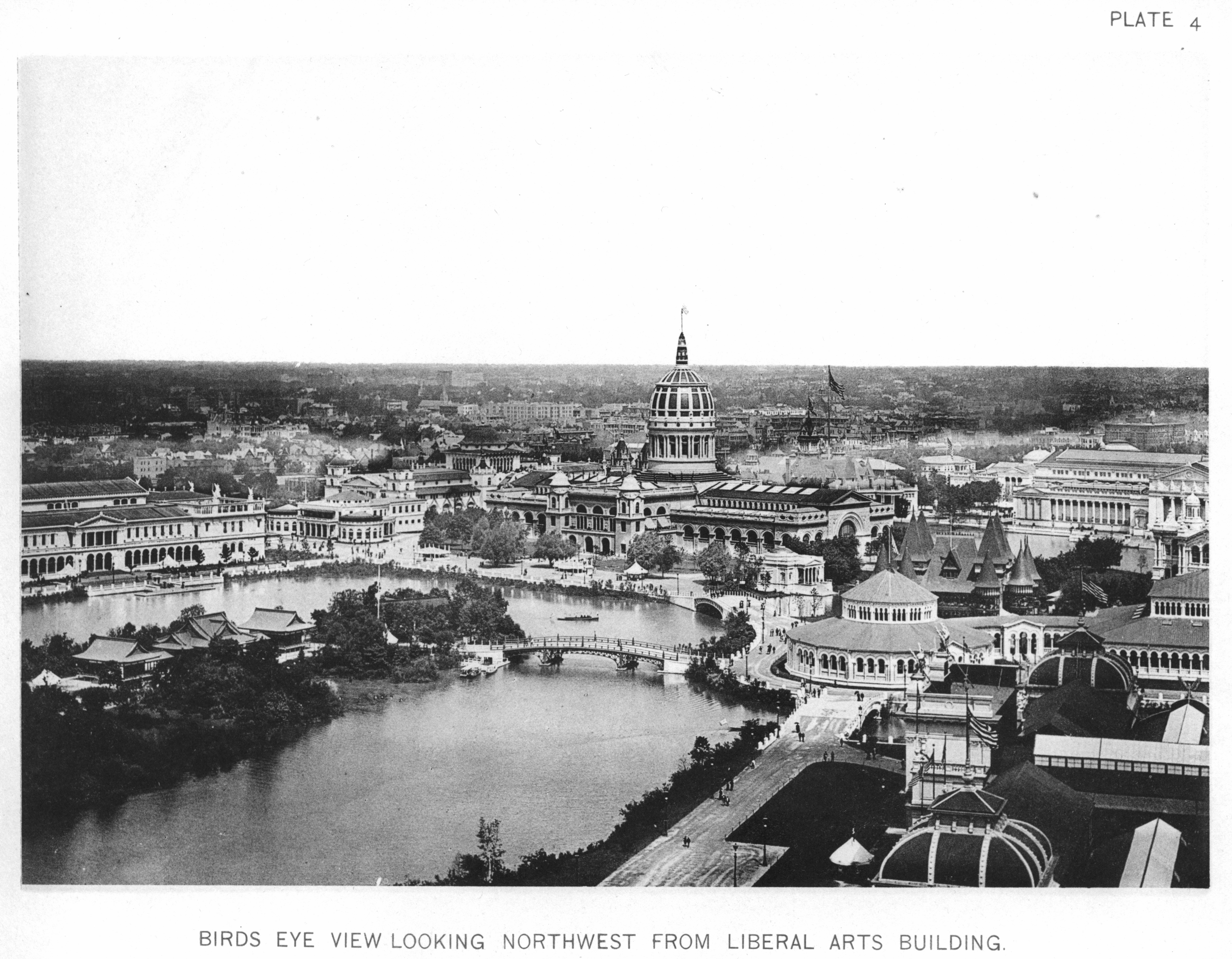
Vue générale sur l'Exposition.
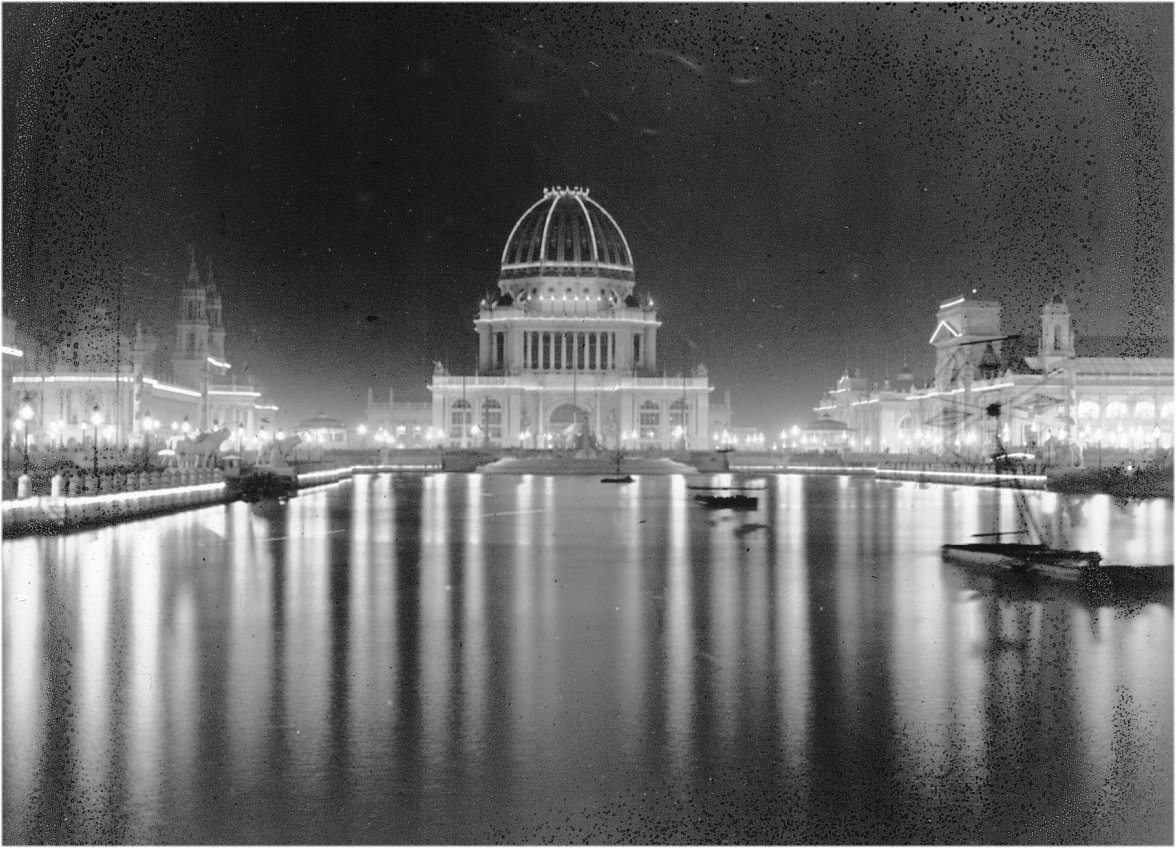
L'Administration Building de nuit.